# Javor
Javor (Acer) je rod dřevin z čeledi mýdelníkovité. V dřívějších taxonomických systémech byl řazen do čeledi javorovité (Aceraceae), která však nebyla akceptována fylogenetickým pojetím rostlinné systematiky. Zástupci rodu jsou obvykle vzrostlé opadavé stromy, některé druhy mají však jen slabší vzrůst a jsou to buď nižší stromy a nebo keře. Existuje též několik druhů stálezelených. Listy jsou vstřícné, zpravidla dlanité, s nápadným podzimním zbarvením. Květy jsou pravidelné, uspořádané ve vzpřímených nebo nících (převislých) květenstvích; rozvíjejí se před olistěním, současně s ním nebo po něm. Opylovány jsou až na výjimky hmyzem. Plody jsou křídlaté dvounažky, odborně nazývané samary, dobře přizpůsobené k šíření pomocí větru.
Rod Acer čítá více než 150 druhů a k tomu řadu hybridních taxonů. Vyskytují se v mírných až subtropických oblastech celé severní polokoule; těžištěm rozšíření je střední a východní Čína, Japonsko a východní Himálaj. V české květeně se jako původní uvádějí tři druhy, dalších několik zde příležitostně zplaňuje. Javory nejčastěji rostou ve vlhkých, živinami bohatých mezofilních lesích jako úrovňové či podúrovňové dřeviny; druhy adaptované na sucho tvoří složku teplomilných doubrav, lesostepních hájů a křovin. Často se vyskytují též v antropogenní vegetaci.
Javory jsou důležité dřeviny v lesnictví, a to jak jako cílové, tak jako meliorační a zpevňující druhy, a také v okrasném pěstování. Jejich světlé a tvrdé dřevo je využíváno na výrobu nábytku, podlah, hudebních nástrojů a v papírenském průmyslu. Jedná se také o významné rostliny včelařské. V mnoha dekorativních kultivarech jsou vysazovány v parcích, alejích, drobné druhy též na skalkách či v květinových kompozicích. Dobře snášejí městské prostředí a hodí se též pro tvorbu bonsají. Kanada si javorový list zvolila za národní symbol a je vyobrazen na kanadské vlajce. Významným produktem Kanady a Nové Anglie je javorový sirup. Dlouhou tradici má v Japonsku obdivování pestře zbarveného javorového listí, známé jako momidžigari; jde o jakousi podzimní obdobu jarního svátku sakur. U jižních Slovanů byl považován za strom smrti a součást kultu předků.

## Popis

### Vegetativní orgány, vzrůst

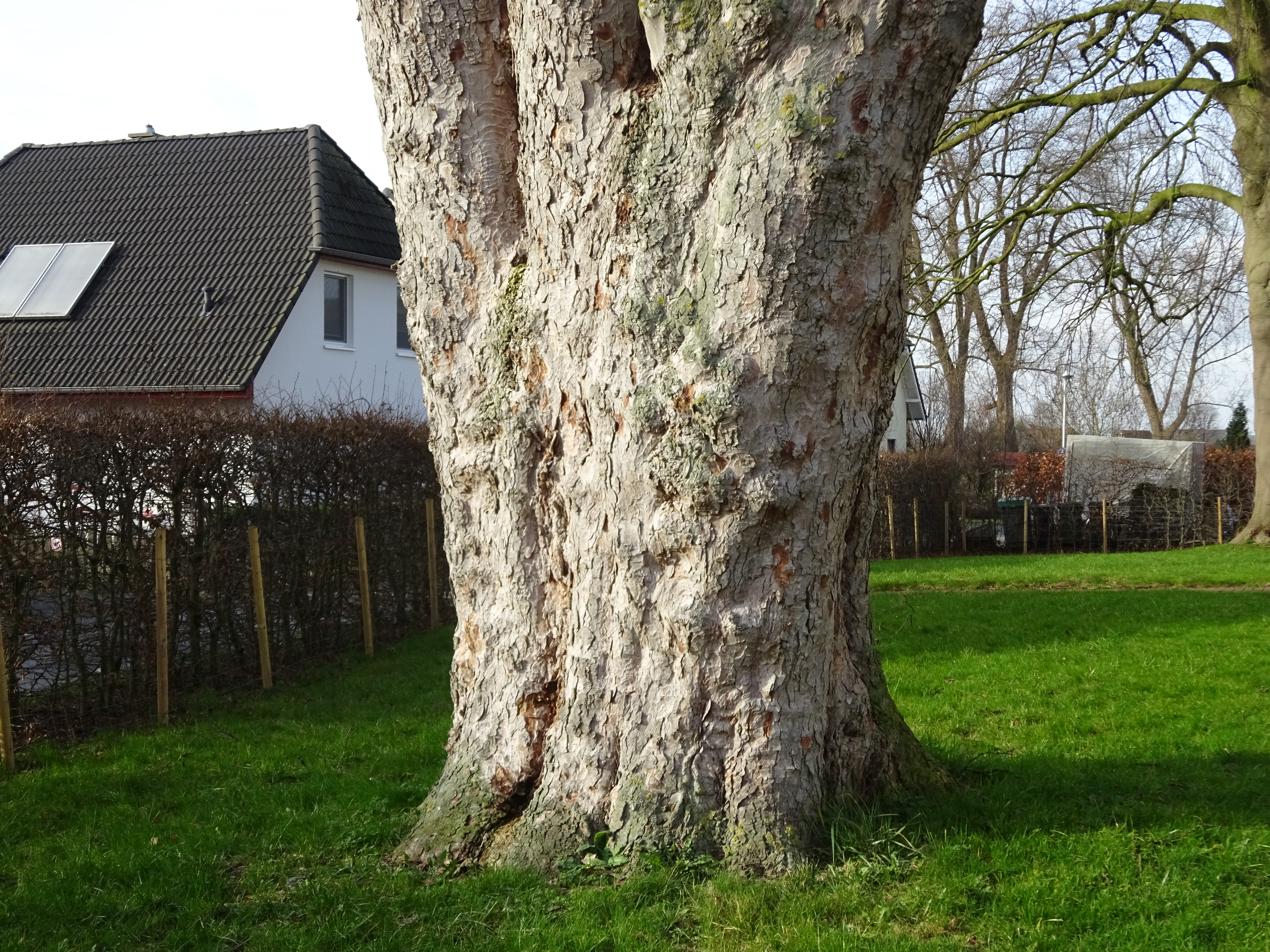
Kmen mohutného javoru klenu s typickou šupinatě odlupčivou borkou

Většina javorů jsou stromy; mohutnější druhy dorůstají výšky až 45 m, jiné jsou drobnějšího vzrůstu jen málo přesahujícího 10 m. Další druhy jsou větší keře vysoké méně než 10 m s řadou malých kmenů vyrůstajících při zemi. Většina druhů je opadavá a mnohé jsou známé svým podzimním zbarvením listů, ale několik druhů v jižní Asii a ve Středomoří je stálezelených. Borka je v mládí hladká, u starších jedinců může být v závislosti na druhu hluboce rozbrázděná nebo se odlupovat v podélných plátech (javor šedý) či okrouhlých šupinách (javor klen). Některé druhy mají větve s korkovými lištami (např. babyka). Pro javory je typický hustý a dobře rozvětvený kořenový systém, který je srdčitý, do hloubky jdoucí, nebo povrchový, přičemž pak může bránit růstu ostatní vegetace okolo stromu. Několik druhů, zejména javor kapadocký (Acer cappadocicum), často vytváří kořenové výmladky, které se mohou vyvinout v klonální kolonie.
Listy javorů jsou vstřícně křížmostojné a dlouze řapíkaté, jednoduché, dlanitolaločnaté, případně dlanitě dělené se 3–7 (zřídka i více) lístky. U javoru jasanolistého jsou listy zpeřené. Několik druhů, například javor nepálský (Acer laevigatum) a javor habrolistý (Acer carpinifolium), má zpeřeně žilkované jednoduché listy. U některých sekcí obsahují mléčnice ronící bílý latex (například javor mléč, velkolistý či babyka). Palisty nejsou vyvinuty.

### Generativní orgány

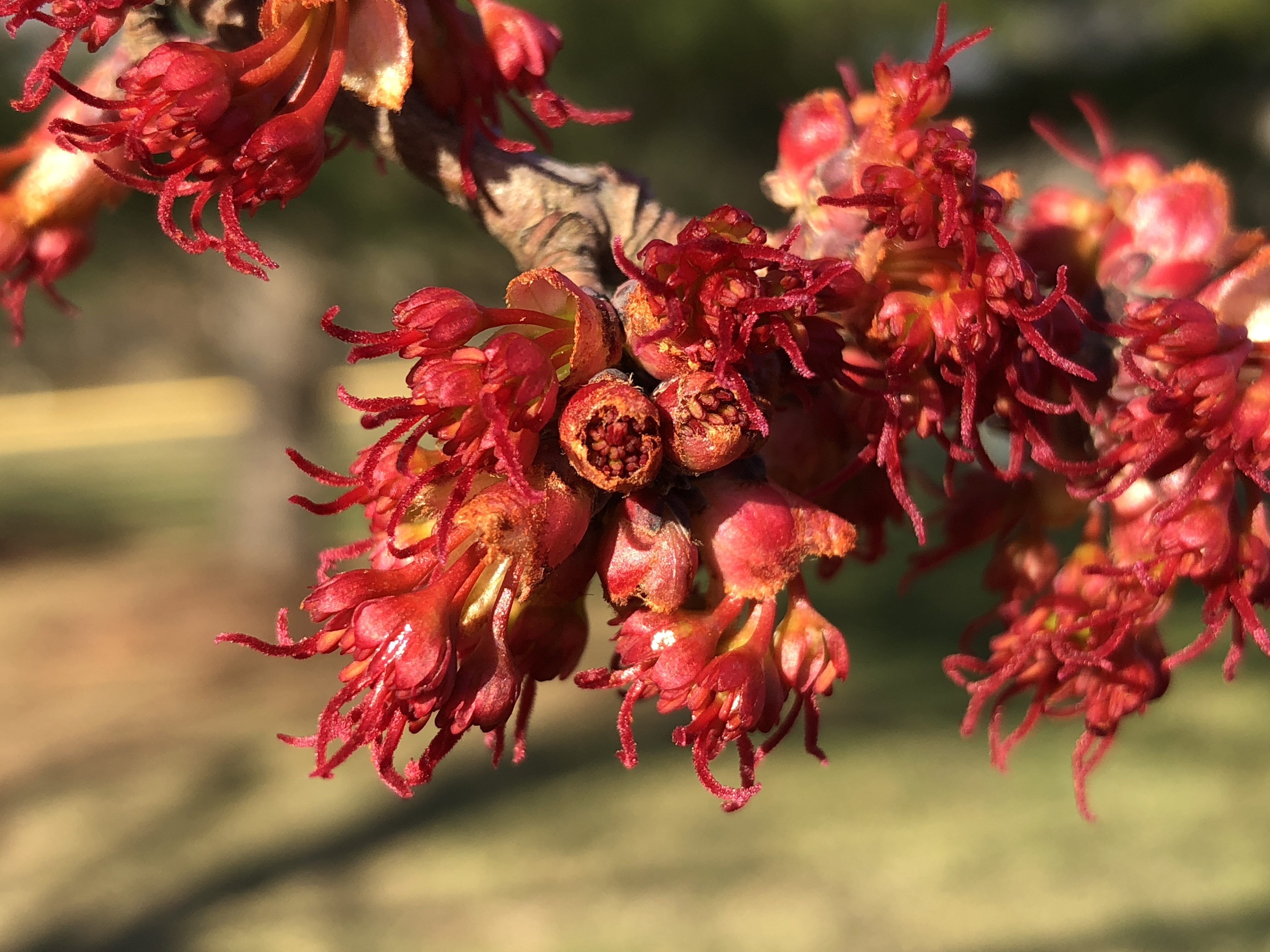
Funkčně samičí bezkorunné květy javoru červeného

Květy jsou pravidelné, pětičetné, uspořádané v hroznech, latách nebo chocholících, a to nících nebo vzpřímených. Mají čtyři nebo pět kališních lístků, čtyři nebo pět korunních lístků dlouhých asi 1 až 6 mm (u některých druhů chybí), čtyři až deset tyčinek dlouhých asi 6 až 10 mm a dva pestíky nebo pestík se dvěma čnělkami. Na dně květního lůžka bývá vyvinuto zřetelné terčovité nektárium. Semeník je svrchní a má dva plodolisty, jejichž křídla květy prodlužují, takže je snadné poznat, které květy jsou samičí. Javory kvetou koncem zimy nebo začátkem jara, u většiny druhů s příchodem listů nebo těsně po nich, u některých však ještě před olistěním stromů. Květy jsou zelené, žluté, oranžové nebo červené. I když jednotlivé květy jsou malé, efekt celého kvetoucího stromu může být u několika druhů nápadný, zvlášť kvetou-li před olistěním.

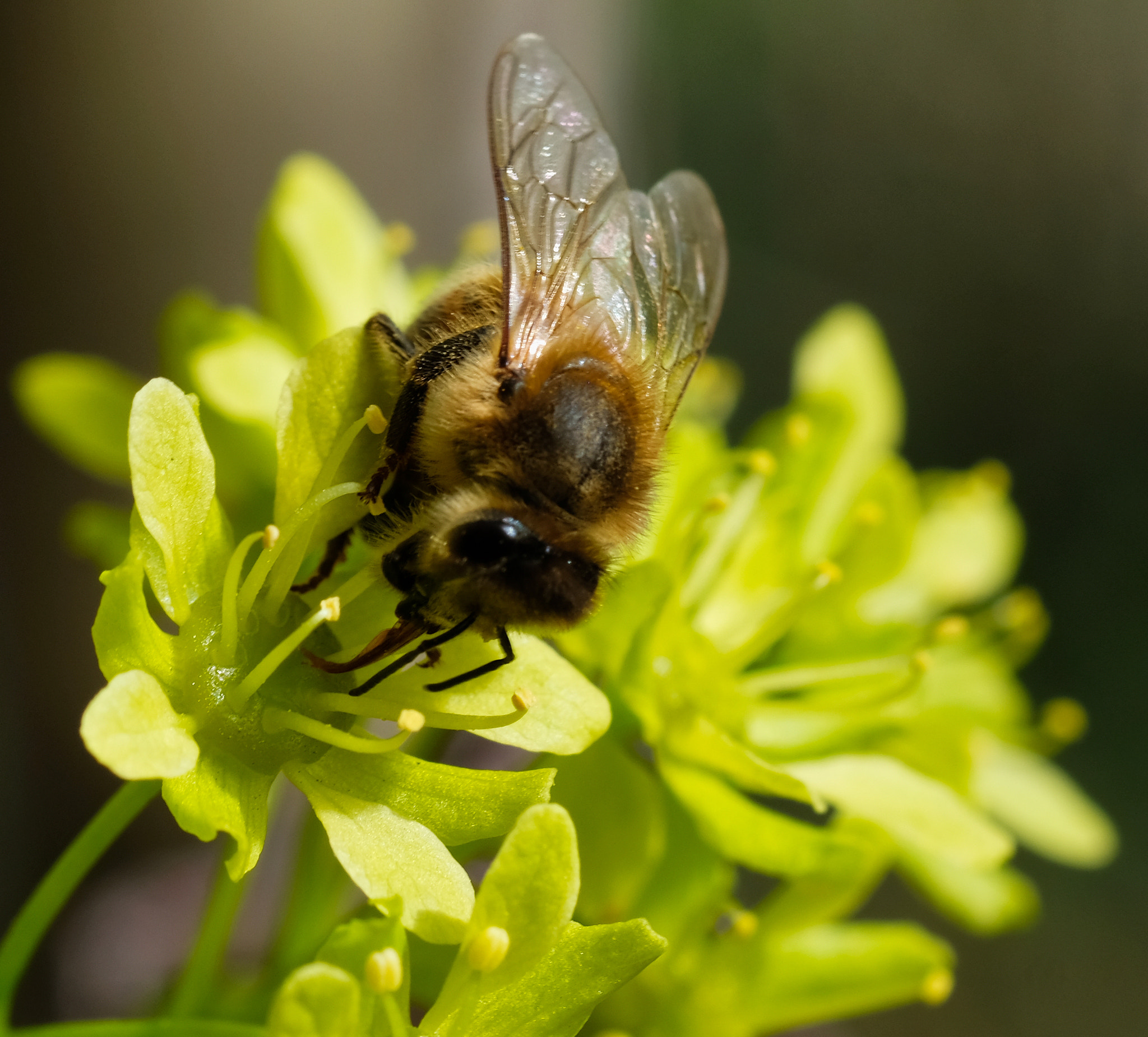
Květy javoru mléče jsou oboupohlavné, s vyvinutými korunními lístky

Převážná většina druhů je jednodomých, obvyklá je však tzv. funkční dvoudomost či mnohomanželnost, kdy se na stromech vyskytují sice oboupohlavné květy, ale orgány jednoho z pohlaví jsou zakrnělé. Několik druhů je dvoudomých. Květy jsou opylovány převážně hmyzem, pouze minimum druhů je větrosnubných. Plody jsou křídlaté dvounažky, odborně samary, resp. dvojsamary. Jejich křídla jsou jazykovitá, blanitá, se silnou žilkou na vnějším okraji. Jsou tvarovány tak, aby se při pádu otáčely a vítr je unášel na značnou vzdálenost. Během druhé světové války vyvinula americká armáda speciální letecký nosič zásob, který dokázal unést až 65 liber (29 kg) zásob a jehož základem bylo semeno javoru. Semena dozrávají obvykle za několik týdnů až šest měsíců po odkvětu, přičemž krátce po dozrání se semena rozptýlí. Jeden strom může uvolnit až stovky tisíc semen najednou. Většina druhů vyžaduje ke klíčení stratifikaci a některá semena mohou zůstat v půdě v klidu i několik let, než vyklíčí. Klíčení semen je u všech javorů, s výjimkou javoru stříbrného, nadzemní.

## Rozšíření a biotopy

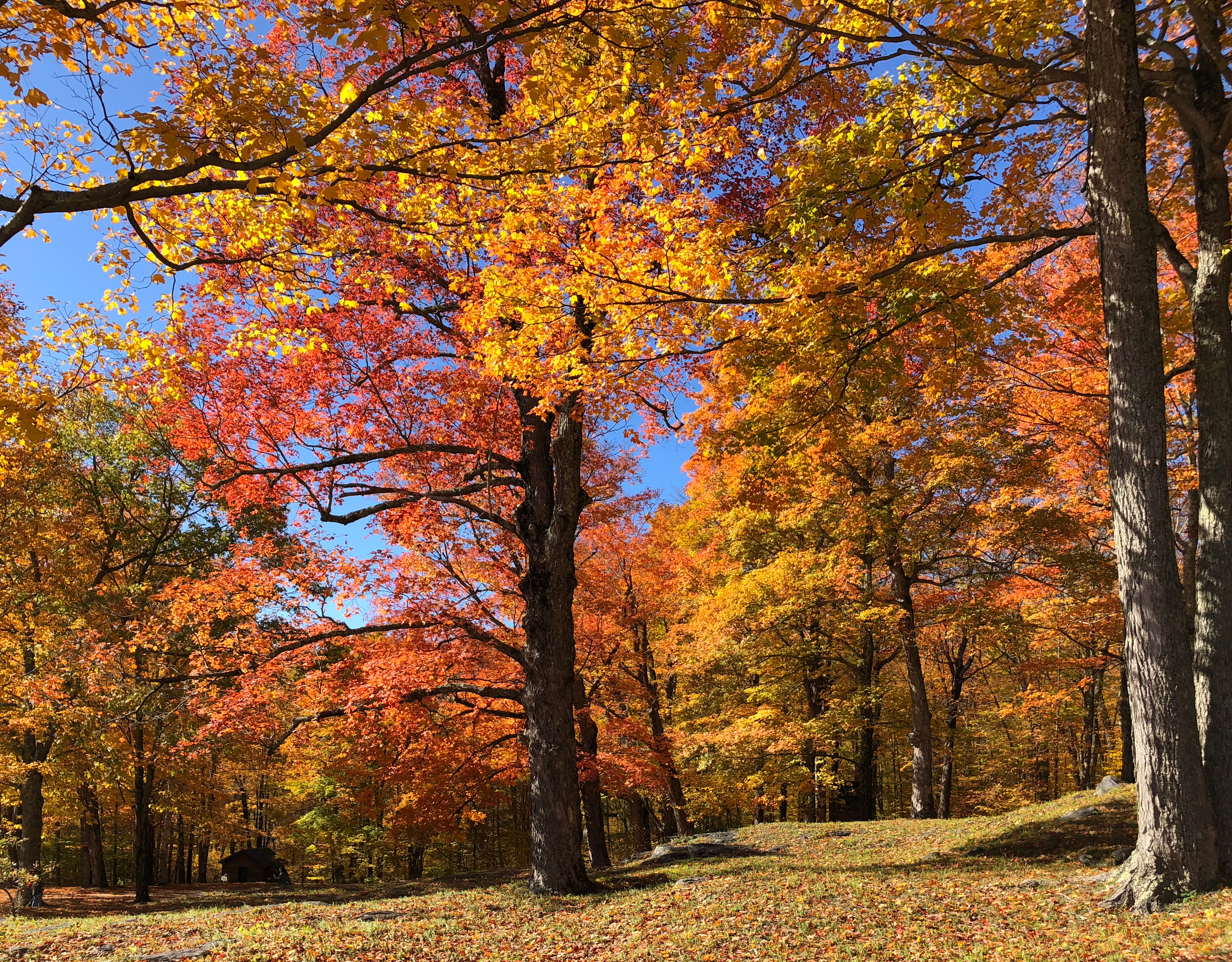
Javory jsou výraznou barevnou složkou smíšených lesů Nové Anglie

Javor je po dubu (Quercus) a vrbě (Salix) třetím největším rodem stromovitých dřevin na severní polokouli; databáze Plants of the World k roku 2021 udává 153 druhů plus několik kříženců. Areál jeho rozšíření zahrnuje velkou část temperátních oblastí Eurasie a Severní Ameriky, vyskytuje se také v severní Africe a ostrůvkovitě ve Střední Americe a Mexiku. Pouze jediný druh zasahuje na polokouli jižní, a to stálezelený Acer laurinum v tropických lesích na ostrově Jáva. Jeho druhům se nejvíce daří v mírném a subtropickém pásmu, v tropech rostou pouze v horách. Centrem druhové diverzity rodu je východní Asie, především Čína, kde se vyskytuje 99 druhů, z toho 61 endemických, mnoho druhů roste též v Japonsku; v Severní Americe roste 10 druhů a v Evropě (včetně západní Asie) 12. Pěstováním byly javory rozšířeny i mimo svůj původní areál; za invazní dřevinu je v Evropě považován například severoamerický javor jasanolistý (Acer negundo).
Většina javorů jsou světlomilné až polostinné dřeviny, nicméně v mládí jsou vesměs odolné i vůči silnému zastínění. Často se jedná spíše o podrostové nebo pionýrské druhy než o klimaxové úrovňové stromy; výjimkou jsou velké javory (tzv. ušlechtilé listnáče) jako klen, mléč či severoamerický javor cukrový, červený či stříbrný. Většinou preferují živinami a vláhou dobře zásobená, avšak nepřemokřená stanoviště v mezických či vlhčích horských, suťových nebo údolních lesích, v roklinách, rostou též v břehových porostech okolo vodních toků nebo ve tvrdých luzích. Část druhů je naopak suchomilných: takové tvoří podúrovňové patro například v teplomilných doubravách, lesostepních hájích nebo vyrůstají v křovinách na suchých osluněných svazích a skalách. Některé středomořské javory rostou též jako podrost původních tvrdolistých doubrav. Kontinentální eurasijské lesostepi jsou domovem javoru tatarského či amurského. Velmi odolnou a ekologicky plastickou dřevinou snášející nejrůznější ekologické podmínky je javor babyka. Mnohé druhy coby náletové dřeviny s oblibou osidlují též antropogenní stanoviště, jako jsou rumiště, zídky, různá zbořeniště a podobně.

## Ekologické vztahy

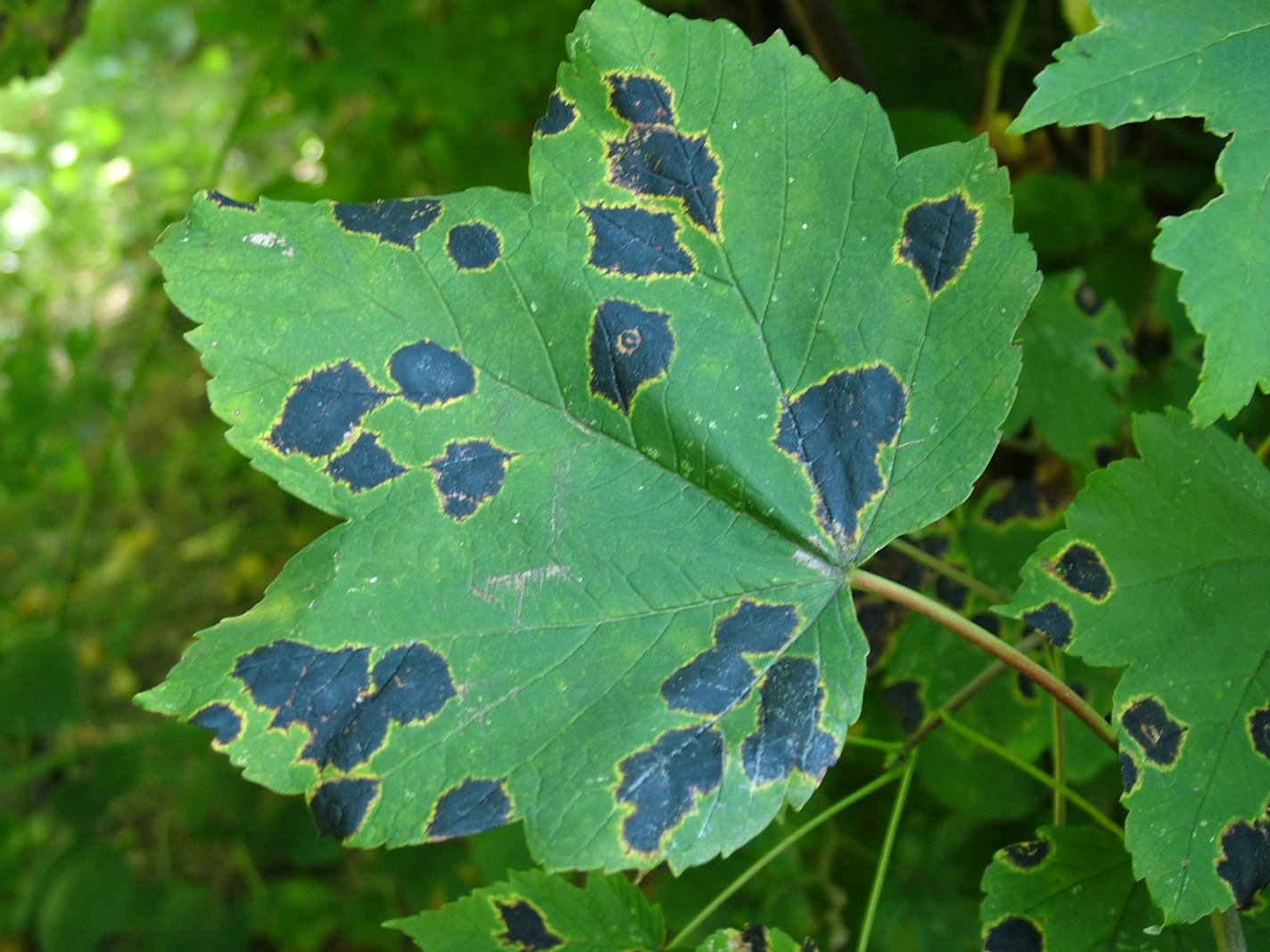
Svraštělka javorová způsobující černou skvrnitost javoru

Listy javorů jsou využívány jako živná rostlina pro larvy řady motýlů (Lepidoptera). Ve vysokých koncentracích se mohou housenky, jako je např. javorovec zelenopásý (Dryocampa rubicunda), živit listy natolik, že způsobí dočasnou defoliaci hostitelských javorů. Napadení asijským tesaříkem Anoplophora glabripennis mělo za následek zničení tisíců javorů a dalších druhů dřevin na východě Spojených států a v kanadském Ontariu. Javory jsou postihovány též řadou houbových chorob. Některé z nich jsou náchylné k verticiliovému vadnutí způsobenému druhy rodu Verticillium, který může způsobit i značný lokální úhyn. Choroba způsobená druhy rodu Cryptostroma může zahubit stromy, které jsou ve stresu v důsledku sucha. Odumírání javorů může být vzácně způsobeno kořenovou hnilobou Phytophthora a kořenovou hnilobou Ganoderma. Listy javorů jsou koncem léta a na podzim běžně znetvořeny „černou skvrnitostí“ způsobenou druhy rodu Rhytisma a plísní způsobenou druhy rodu Uncinula, ačkoli tyto choroby obvykle nemají nepříznivý vliv na dlouhodobý zdravotní stav stromů. Hypoglycin obsažený v semenech a semenáčcích javoru klenu a několika dalších druhů vyvolává u koní a jiných kopytníků smrtelnou atypickou pastevní myopatii.
Javory patří k ceněným včelařským dřevinám vzhledem k tomu, že ve svých květech produkují velké množství dobře cukernatého nektaru a výživného pylu; význam některých druhů je ještě umocněn tím, že kvetou brzy na jaře, kdy je nedostatek jiné potravy pro opylující hmyz. Krom toho hostí množství producentů medovice, kteří sají javorovou mízu a vyměšují sladký cukerný roztok, jako jsou mnohé mery, mšice a červci.
Kořeny javorů formují vztahy mykorhizy s různými druhy hub, a to jak ektomykorhizy, tak i vnitřní arbuskulární mykorhizy. Listový opad javorů se dobře a poměrně rychle rozkládá a vzhledem k tomu, že obsahuje biologicky využitelný vápník v citrátové podobě, přispívá k obohacení půdy živinami. Javory proto patří mezi důležité meliorační a zpevňující dřeviny.

## Taxonomie, evoluce a systematika

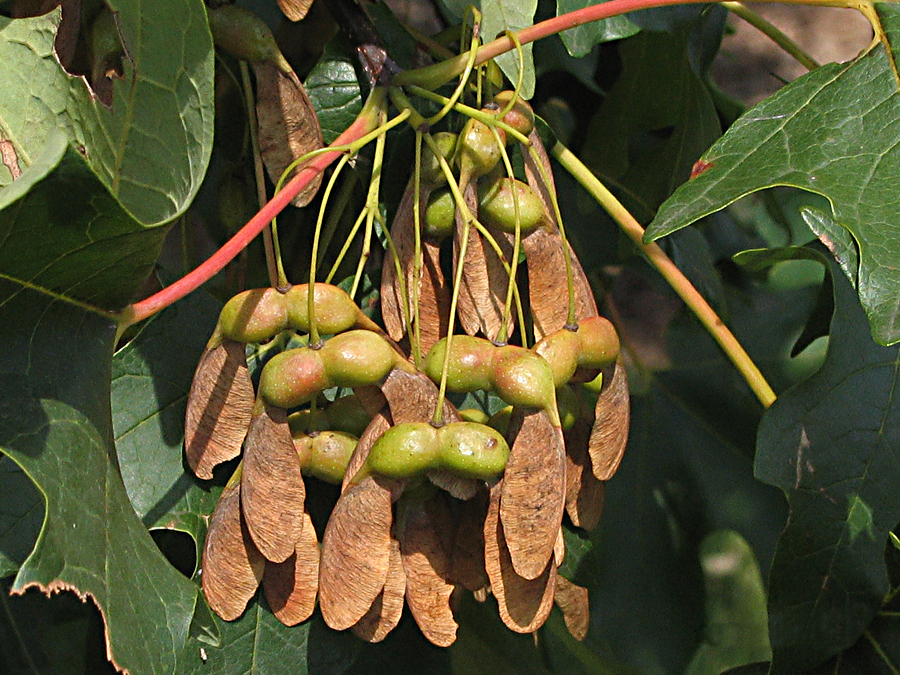
Typické okřídlené dvounažky javoru jsou rozlišovacím znakem rodu

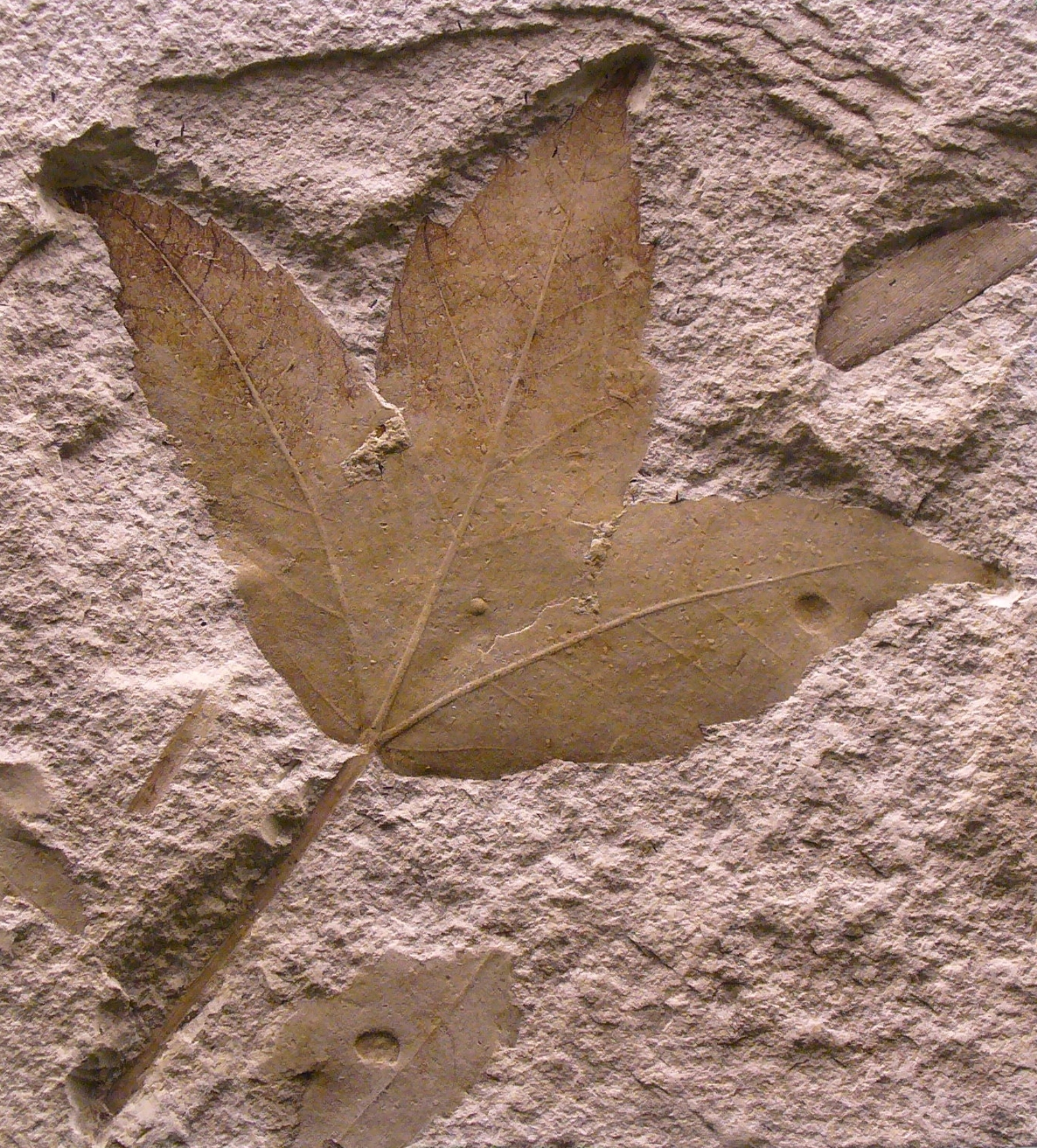
Miocenní fosilie vymřelého druhu Acer trilobatum z Německa

Rod Acer platně popsal Carl Linné ve svém základním spisu Species plantarum z roku 1753; název se však objevuje již u Plinia staršího a má pravděpodobně přímou souvislost se stejně znějícím latinským adjektivem o významu „ostrý“, jež upomíná na ostré hroty javorových listů. Český název vzešel z praslovanského výrazu *avorъ, jenž možná souvisí s protogermánským *ahurn (srov. slovo Ahorn v moderní němčině).
Spolu s rodem Dipteronia byly javory tradičně řazeny do samostatné čeledi javorovité (Aceraceae); novější klasifikace včetně systému Angiosperm Phylogeny Group (APG) však podporují zařazení do čeledi mýdelníkovité (Sapindaceae), která by při vyřazení javorovitých a blízce příbuzné malé čeledi jírovcovitých (Hippocastanaceae) zůstala parafyletická. Při zařazení do čeledi Sapindaceae je rod Acer řazen do podčeledi Hippocastanoideae spolu s rody jírovec (Aesculus), Dipteronia, Billia a Handeliodendron. Sesterským rodem je Dipteronia, malý rod o dvou druzích endemických v Číně, který se odlišuje zpeřenými listy a kruhovitě stočeným křídlem semene. Javor jasanolistý a další morfologicky odlišné druhy ze sekce Negundo byly dříve vydělovány do samostatného rodu, resp. podrodu Negundo (javorovec), což však bylo molekulárními výzkumy jednoznačně odmítnuto.
Vnitřní členění rodu procházelo v historii mnoha proměnami a zahrnovalo různý počet morfologicky vymezených sekcí. Podle fylogenetických výzkumů se rod dělí do 16 sekcí, jejichž diferenciace proběhla dosti rychle v pozdním eocénu, zhruba před 33–38 miliony let. Molekulární studie zahrnující údaje o sekvencích DNA z chloroplastového i jaderného genomu společně s nalezenými fosiliemi dále naznačují pozdně paleocenní původ rodu, který se poprvé objevil pravděpodobně v oblasti východní a jihovýchodní Asie a odtud se několika nezávislými disperzemi rozšířil na západ do Ameriky a na východ do Evropy.
Převážná většina druhů je diploidních, s počtem chromozómů 2n = 26. Typovým druhem je javor klen.

## Vybraní zástupci
Zde je uveden výběr významnějších druhů rozdělených podle fylogenetických sekcí podle studií Dana Crowleyho (2020) a Jianhua Li et al (2019). Kompletní seznam je možno nalézt v databázi Plants of the World botanické zahrady v Kew, odkud pochází též údaje o rozšíření. České názvy jsou převzaty ze stránek BioLib, není-li uvedeno jinak. (*) značí monotypickou sekci.

### Botanické druhy
Sekce Acer
Série Acer:

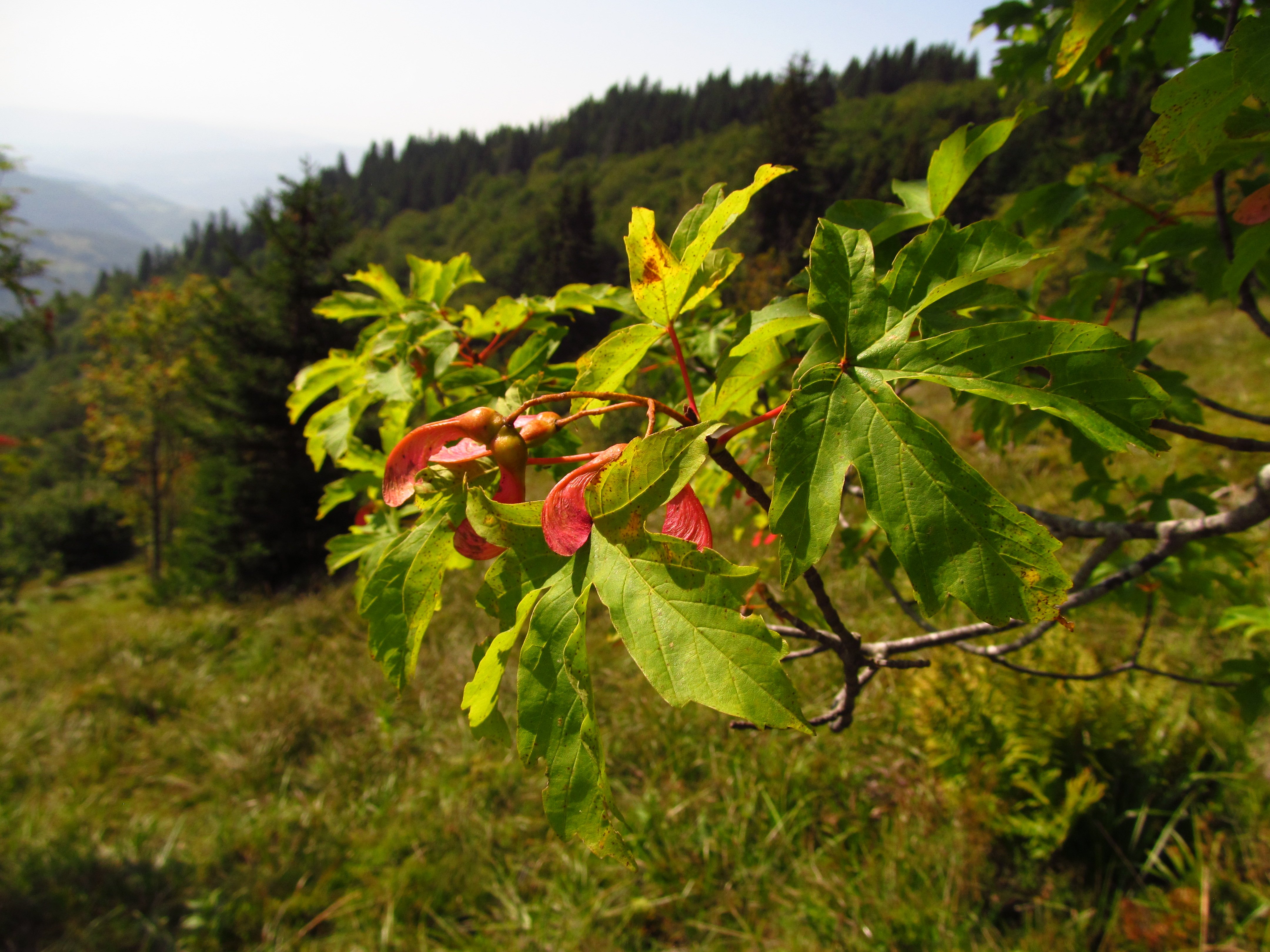
Javor Heldreichův

Velké opadavé stromy temperátní Evropy a Asie. Pětičetné květy.
- Javor klen (Acer pseudoplatanus) – Evropa bez severních oblastí, Kavkaz
- Javor Heldreichův (Acer heldreichii) – Balkán, Malá Asie, Kavkaz
  - javor Trautvetterův (Acer heldreichii subsp. trautvetteri) – Kavkaz, Turecko
- Javor modrošedý (Acer caesium) – Afghánistán, Himálaj, Čína
- Javor sametový (Acer velutinum) – Kavkaz, Írán

Série Monspessulana:

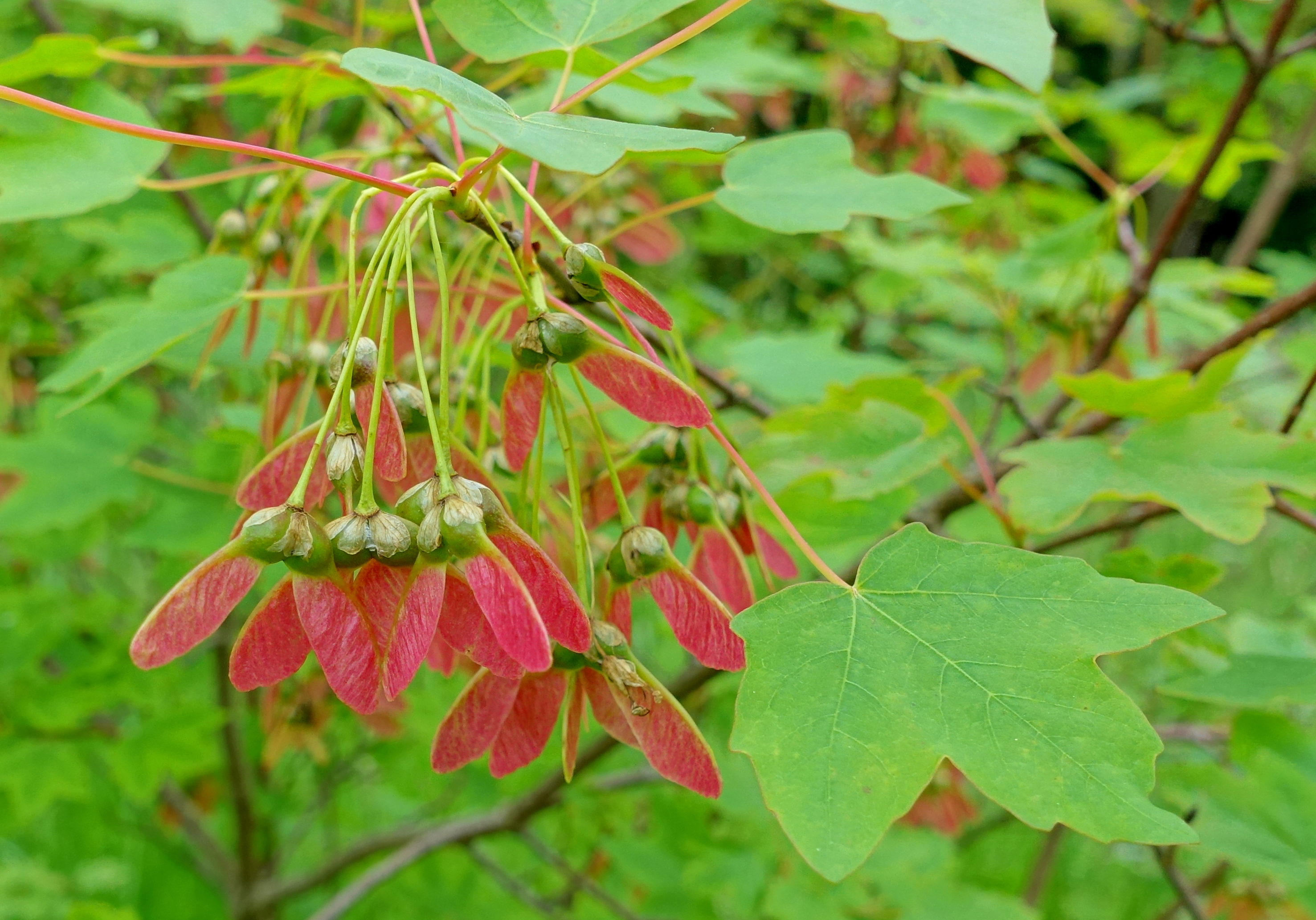
Keřovitý javor kaspický

S výjimkou javoru kalinolistého menší opadavé či poloopadavé, sucho snášející stromy či keře Mediteránu a přilehlých oblastí.
- Javor francouzský (Acer monspessulanum) – jižní Evropa, Středomoří
- Javor kaspický (Acer hyrcanum) – Balkán, jihozápadní Asie
- Javor kalinolistý (Acer opalus) – západní Evropa, Kavkaz
- Javor krétský (Acer sempervirens) – východní Mediterán
- Javor syrský (Acer obtusifolium) – východní Středomoří
- Javor íránský (Acer iranicum) – Írán

Serie Saccharodendron: 

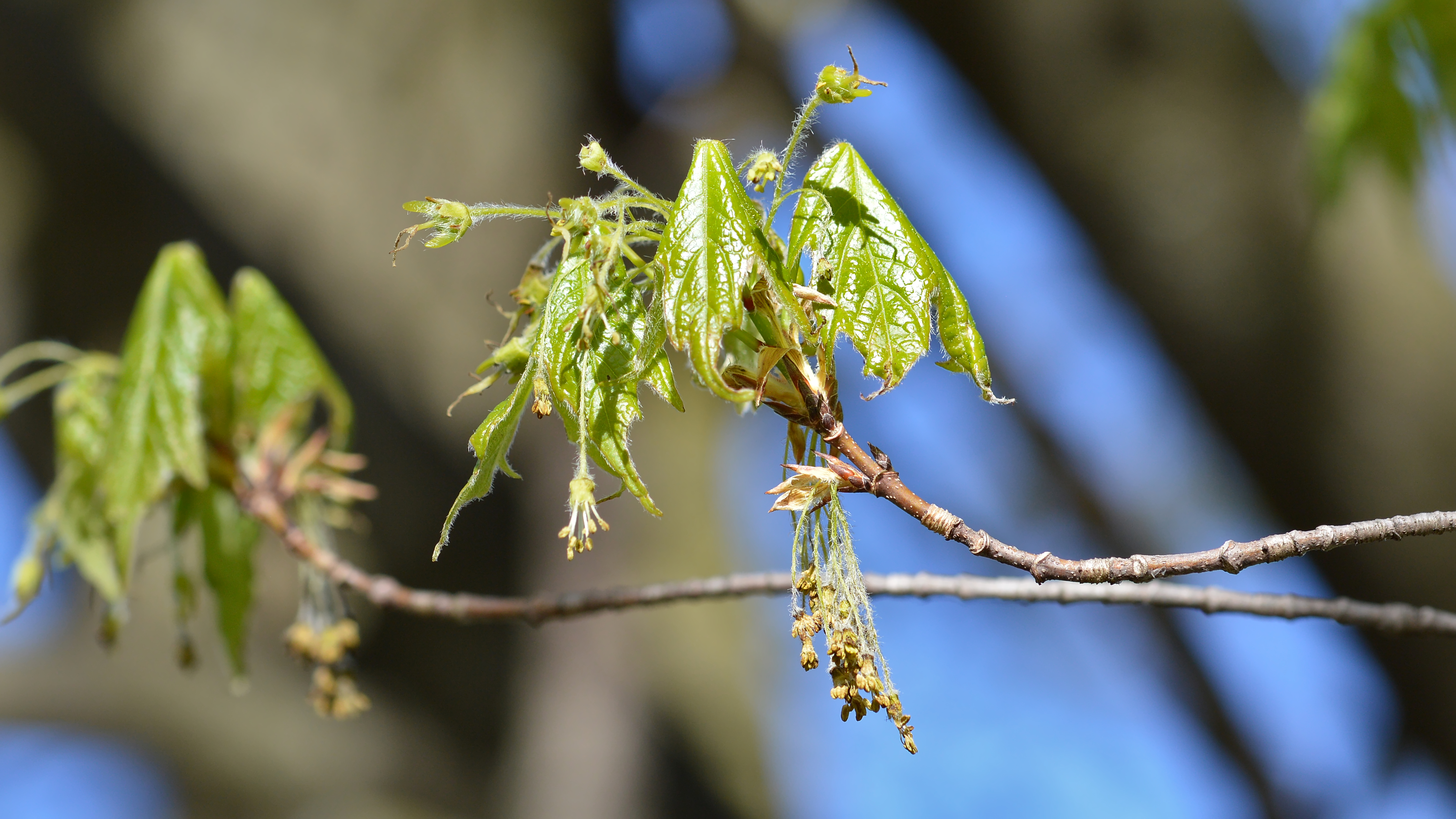
Rašící javor cukrový

Zhruba 8 výhradně severoamerických druhů. Velké opadavé stromy s květy bez korunních plátků a srostlými kališními lístky.
- Javor cukrový (Acer saccharum) – východní polovina Severní Ameriky
- Javor černý (Acer nigrum) – středovýchod Severní Ameriky

Sekce Platanoidea

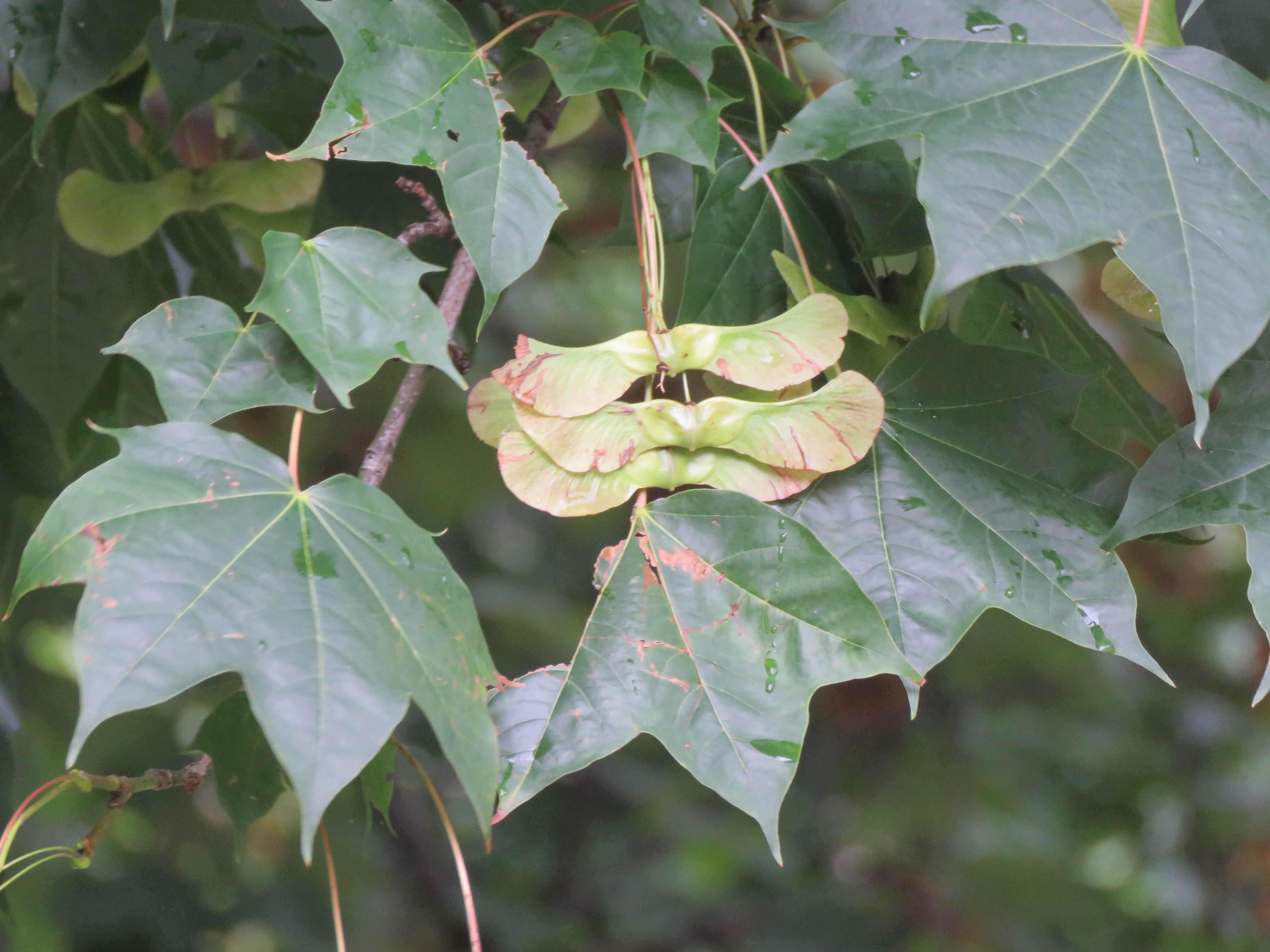
Javor kapadocký

13–16 druhů v temperátních oblastech Eurasie. Listy s mléčícím řapíkem, květy pětičetné, v terminálních (koncových) květenstvích, plody se zploštělou nažkou.
- Javor mléč (Acer platanoides) – většina Evropy po západní Sibiř, Malou Asii a Írán
- Javor babyka (Acer campestre) – většina Evropy po Malou Asii, Kavkaz a Írán
- Javor kapadocký (Acer cappadocicum) – rozsáhlý areál od Malé Asie přes Kavkaz, Írán a Himálaj až po Čínu a Barmu
  - Javor Lobelův (Acer lobelii, syn. A.  cappadocicum subsp. lobelii) – Itálie
- Javor Miyabeův (Acer miyabei) – Japonsko, Čína
- Javor úhledný (Acer amplum) – Čína, Vietnam
- Javor uťatý (Acer truncatum) – Japonsko, Sachalin, Korea, Čína

Sekce Macrophylla (*)

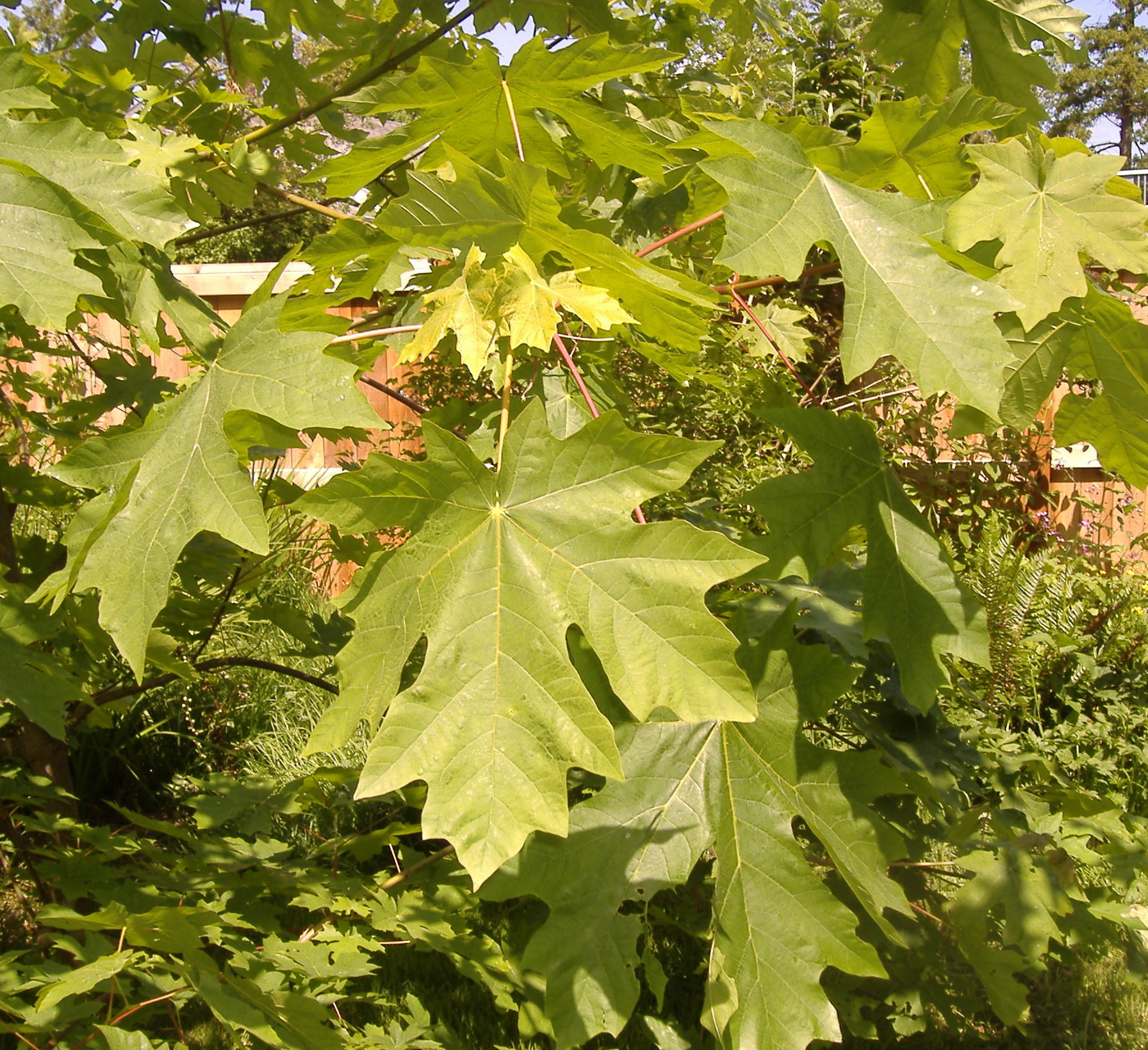
Javor velkolistý (Acer macrophyllum) má ze všech javorů největší listy

Jediný druh s velkými, hluboce vykrajovanými listy, mléčícím řapíkem a dlouhými koncovými květenstvími 5–6četných květů. Blízce příbuzný předchozí sekci.
- Javor velkolistý (Acer macrophyllum) – Aljaška, západní pobřeží Severní Ameriky

Sekce Arguta

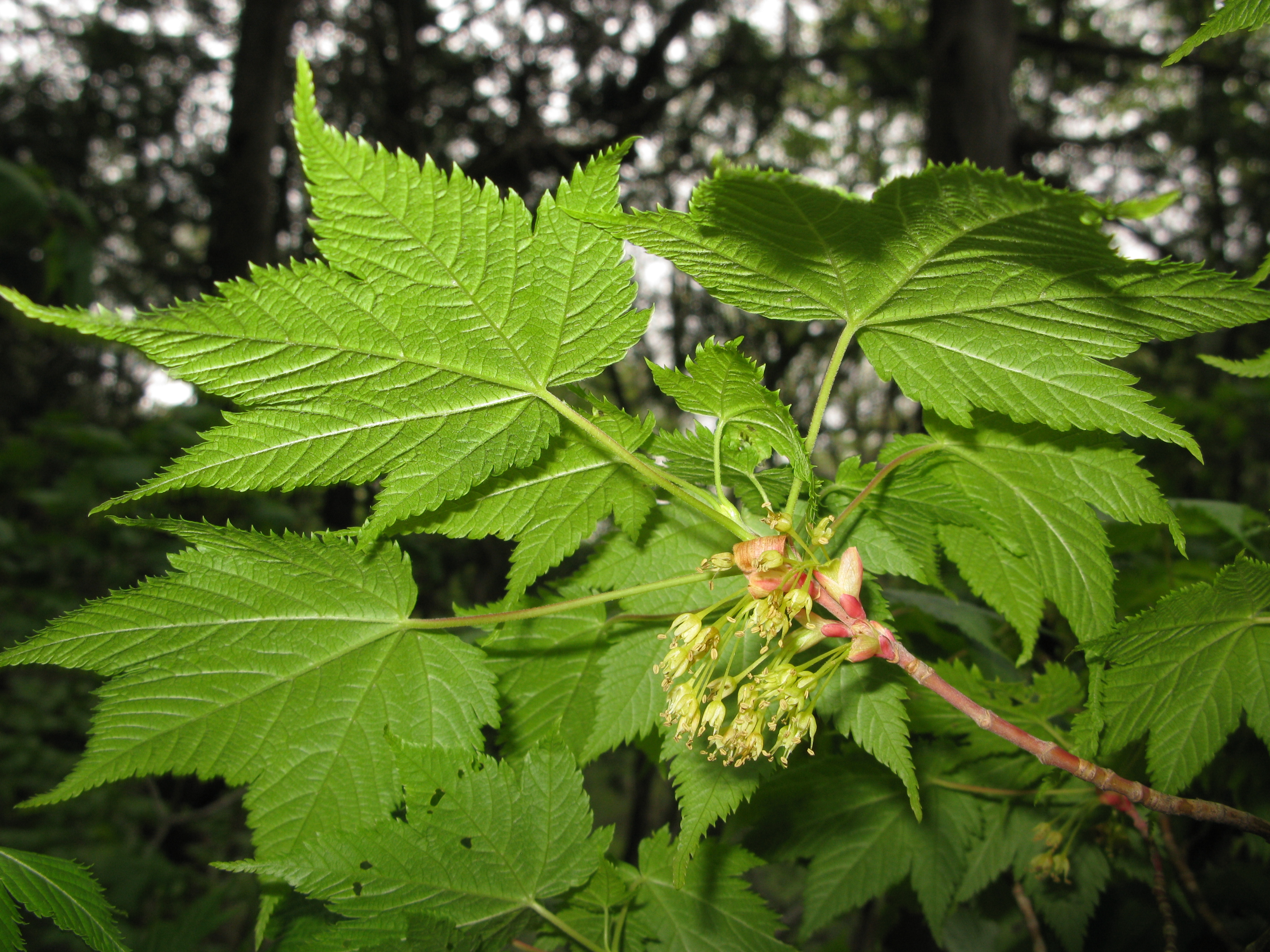
Javor význačný

4–5 druhů dvoudomých stromů i keřů s čtyřčetnými květy a často pruhovanou mladou kůrou.
- Javor čtyřčetný (Acer stachyophyllum) – Čína, Indočína, Nepál
- Javor vousonervý (Acer barbinerve) – Korea, Čína, ruské Přímoří
- Javor význačný (Acer argutum) – Japonsko

Sekce Ginnala (*)
- Javor tatarský (Acer tataricum) – od jihovýchodní Evropy po Střední a jihozápadní Asii
  - Javor amurský (Acer ginnala, syn. A. tataricum var. ginnala) – Mongolsko, Čína, Korea, Japonsko a ruské Přímoří

Sekce Glabra (*)

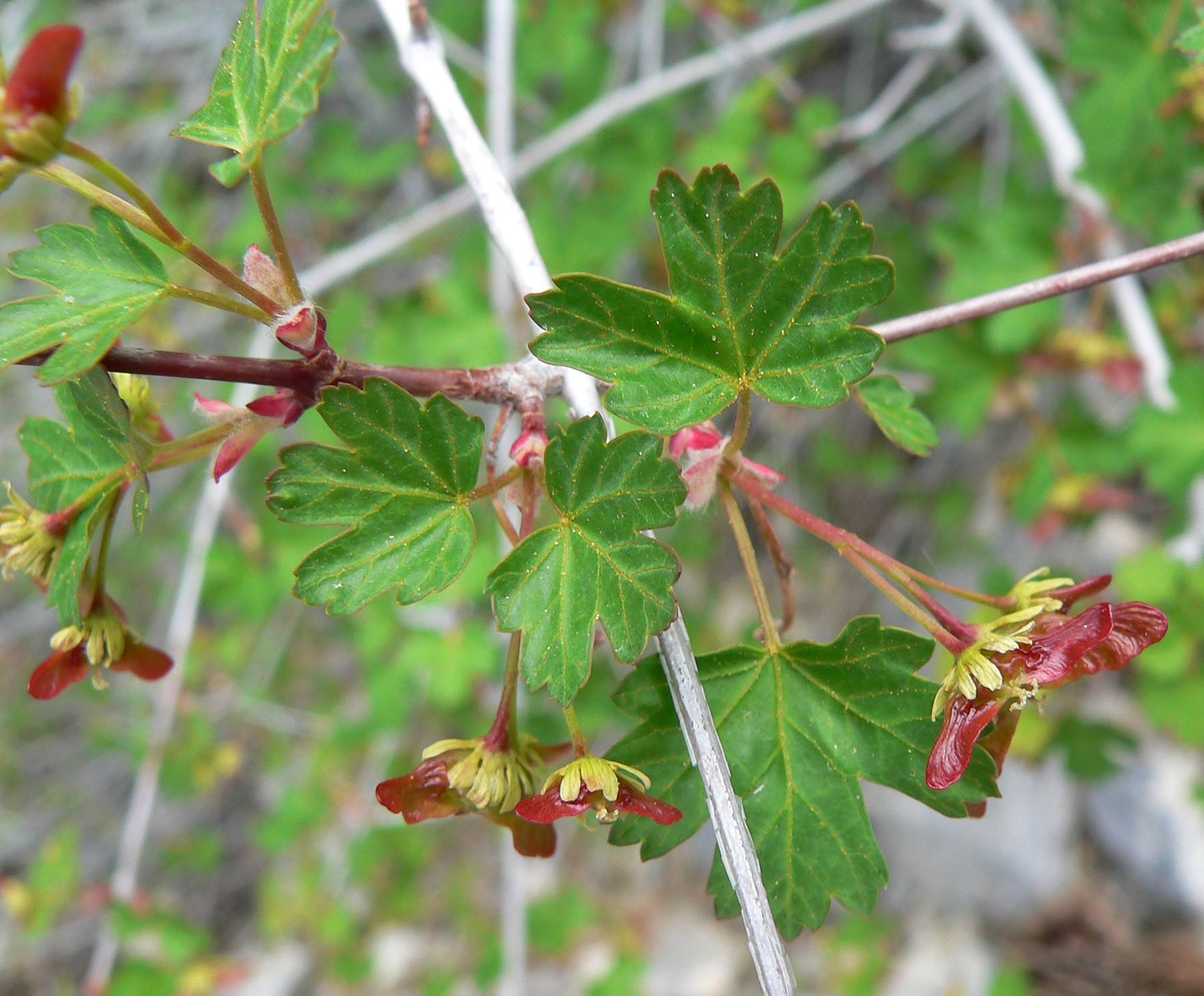
Rozvíjející se listy a plody javoru lysého

- Javor lysý (Acer glabrum) – Aljaška, západní polovina Severní Ameriky

Sekce Indivisa (*)

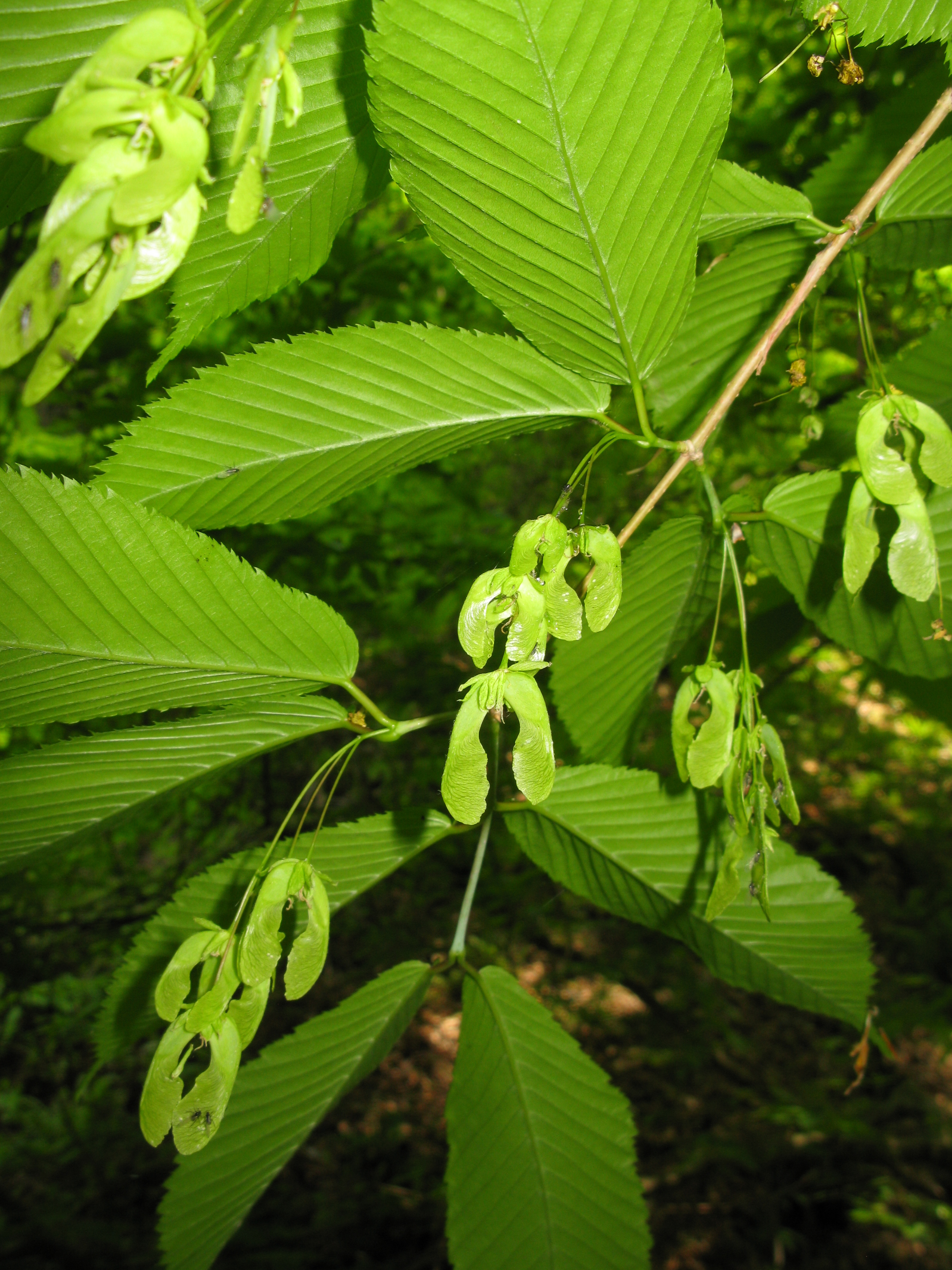
Javor habrolistý

Jediný druh, dvoudomý, morfologicky unikátní svými celistvými listy se zpeřenou žilnatinou a čtyřčetnými květy bez korunních plátků.
- Javor habrolistý (Acer carpinifolium) – Japonsko

Sekce Lithocarpa
Zhruba 9 poměrně vzácných, výhradně asijských druhů. Některé druhy mají mléčící listy a mohou způsobovat podráždění kůže.
- Javor ďábelský (Acer diabolicum) – Japonsko

Sekce Macrantha

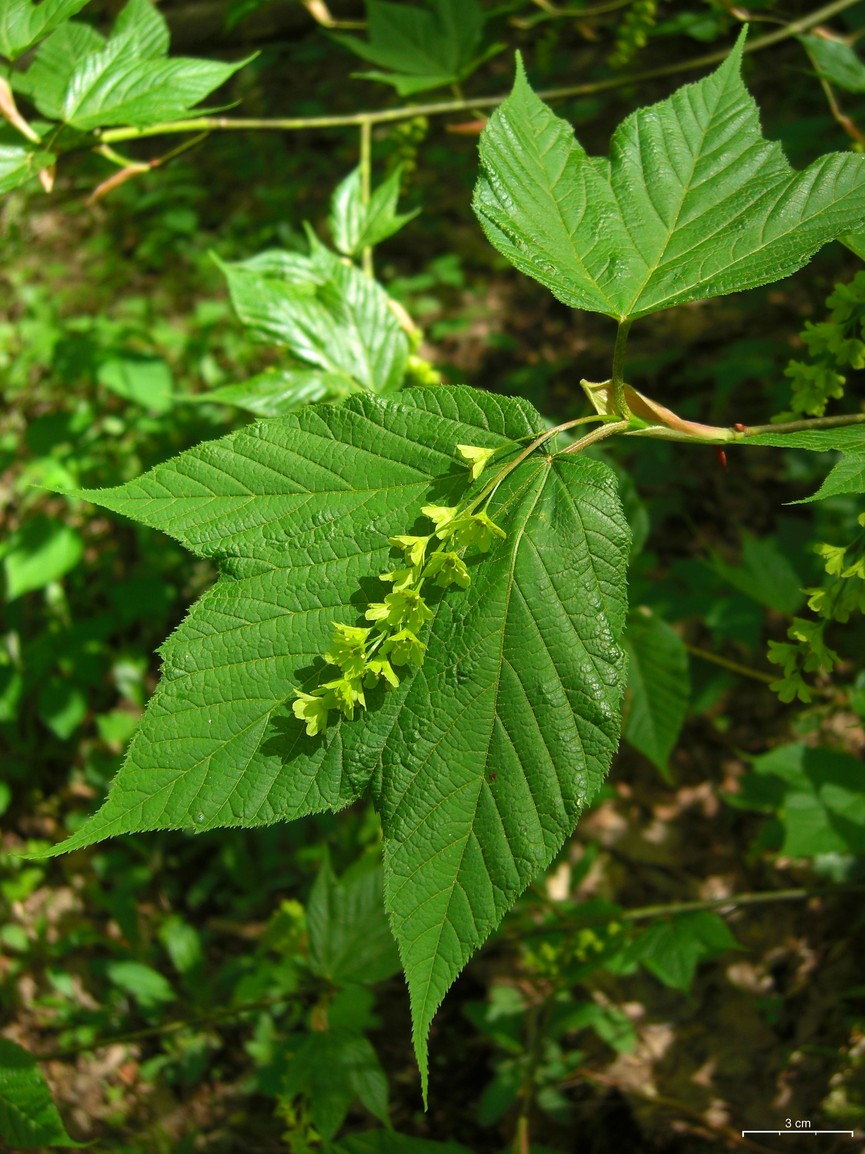
Javor pensylvánský

Zhruba 20 druhů, pro svou dekorativnost často pěstovaných v kultuře. Kůra větví většinou bíle podélně pruhovaná (tzv. "hadí" či "pyžamové" javory), stopkaté pupeny, květy pětičetné, křídla nažek svírají přímý úhel.
- Javor Davidův (Acer davidii) – Čína, Barma
- Javor Forrestův (Acer forrestii) – Čína
- Javor hloholistý (Acer crataegifolium) – Japonsko
- Javor Komarovův (Acer komarovii) – Korea, ruské Přímoří
- Javor pensylvánský (Acer pensylvanicum) – východ USA
- Javor rezavožilný (Acer rufinerve) – Japonsko
- Javor řídkokvětý (Acer laxiflorum) – Čína
- Javor střechovitý (Acer tegmentosum) – Sibiř, Korea, Čína
- Javor Tschonoskův (Acer tschonoski) – Japonsko
- Javor vlasonohý (Acer capillipes) – Japonsko

Sekce Negundo
Všechny druhy dvoudomé, se složenými listy a čtyřčetnými květy.
- Javor jasanolistý (Acer negundo) – východní polovina Severní Ameriky; anemogamní
- Javor žumenolistý (Acer cissifolium) – Japonsko
- Javor Henryův (Acer henryi) – Čína

Sekce Palmata

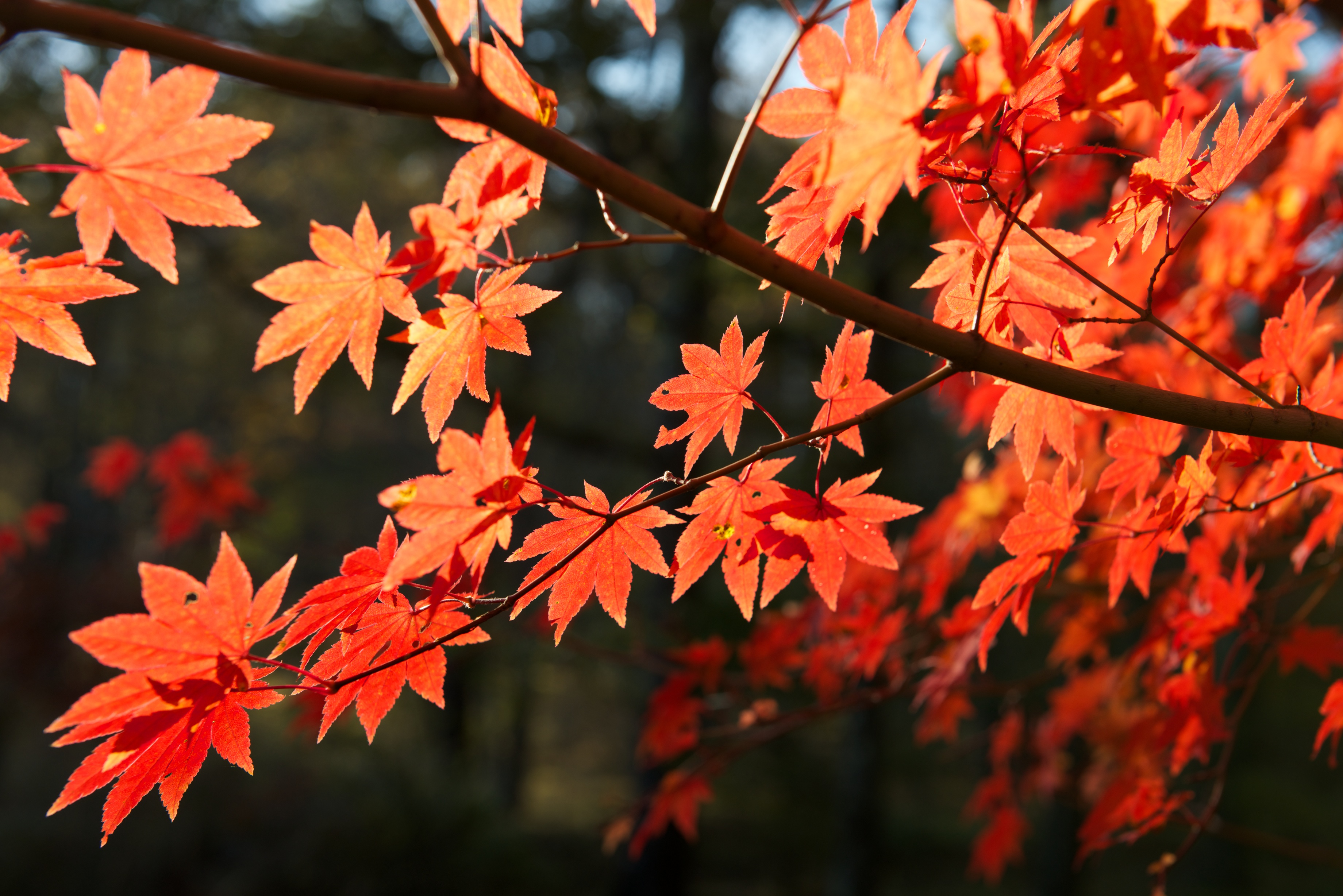
Javor dlanitolistý (Acer palmatum)

Nejpočetnější a pěstitelsky velmi populární sekce, zahrnující více než 40 druhů v Asii a na západě Severní Ameriky. Listy až 13laločnaté, terminální pupeny větví zakrnělé. 
- Javor dlanitolistý (Acer palmatum) – Japonsko, Korea
- Javor Campbellův (Acer campbellii) – Himálaj, jižní Čína, Indočína[26]
- Javor japonský (Acer japonicum) – Japonsko, Kurily
- Javor korejský (Acer pseudosieboldianum) – Korea, ruské Přímoří, Čína
- Javor okrouhlolistý (Acer circinatum) – severozápad USA, Britská Kolumbie
- Javor pýřitolistý (Acer pubipalmatum, syn. Acer pauciflorum) – jihovýchodní Čína[27]
- Javor Shirasawův (Acer shirasawanum) – Japonsko
- Javor Sieboldův (Acer sieboldianum) – Japonsko

- Javor srdčitý (Acer cordatum) – Čína
- Javor vějířovitý (Acer flabellatum) – Čína, Myanmar, Vietnam
- Javor Wilsonův (Acer wilsonii) – Čína

Sekce Parviflora

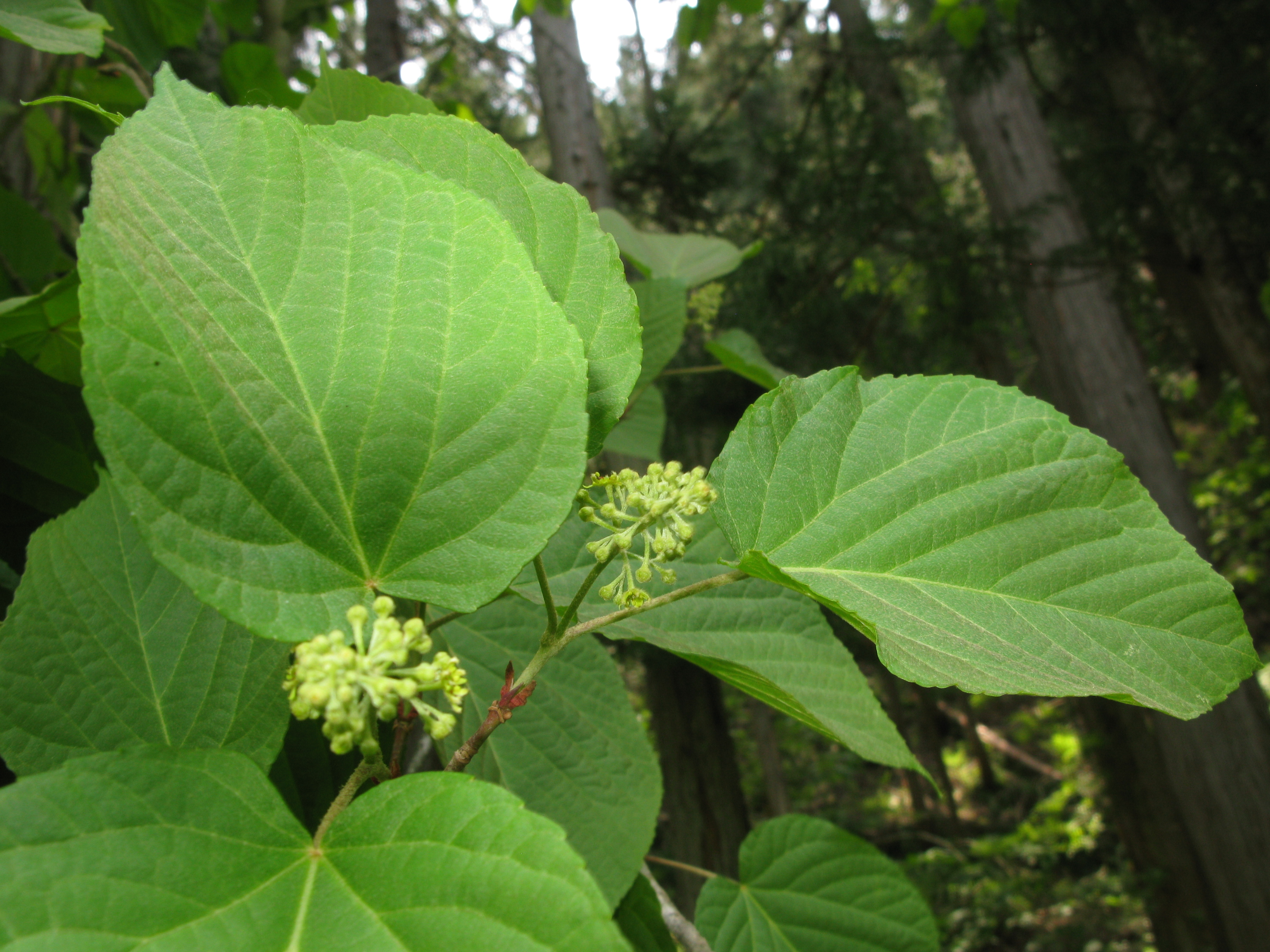
Acer distylum (sect. Parviflora)

- pouze dva druhy, oba endemické v Japonsku.

Sekce Pubescentia
Pouze dva druhy v horách Číny a okolí. Malé stromy s trojlaločnými listy a zploštělými nažkami.
- Javor jemnosrstý (Acer pilosum) – Čína

Sekce Rubra
Listy 3–5četné, na rubu modravé až stříbřité, shora s voskovitou kutikulou, květy pětičetné, až s 12 tyčinkami, zato často s redukovaným či chybějícím okvětím, květenství úžlabní.
- Javor červený (Acer rubrum) – východní polovina Severní Ameriky
- Javor stříbrný (Acer saccharinum) – východní polovina Severní Ameriky
- Javor hustokvětý (Acer pycnanthum) – Japonsko

Sekce Spicata
Dva druhy, vzpřímená květenství.

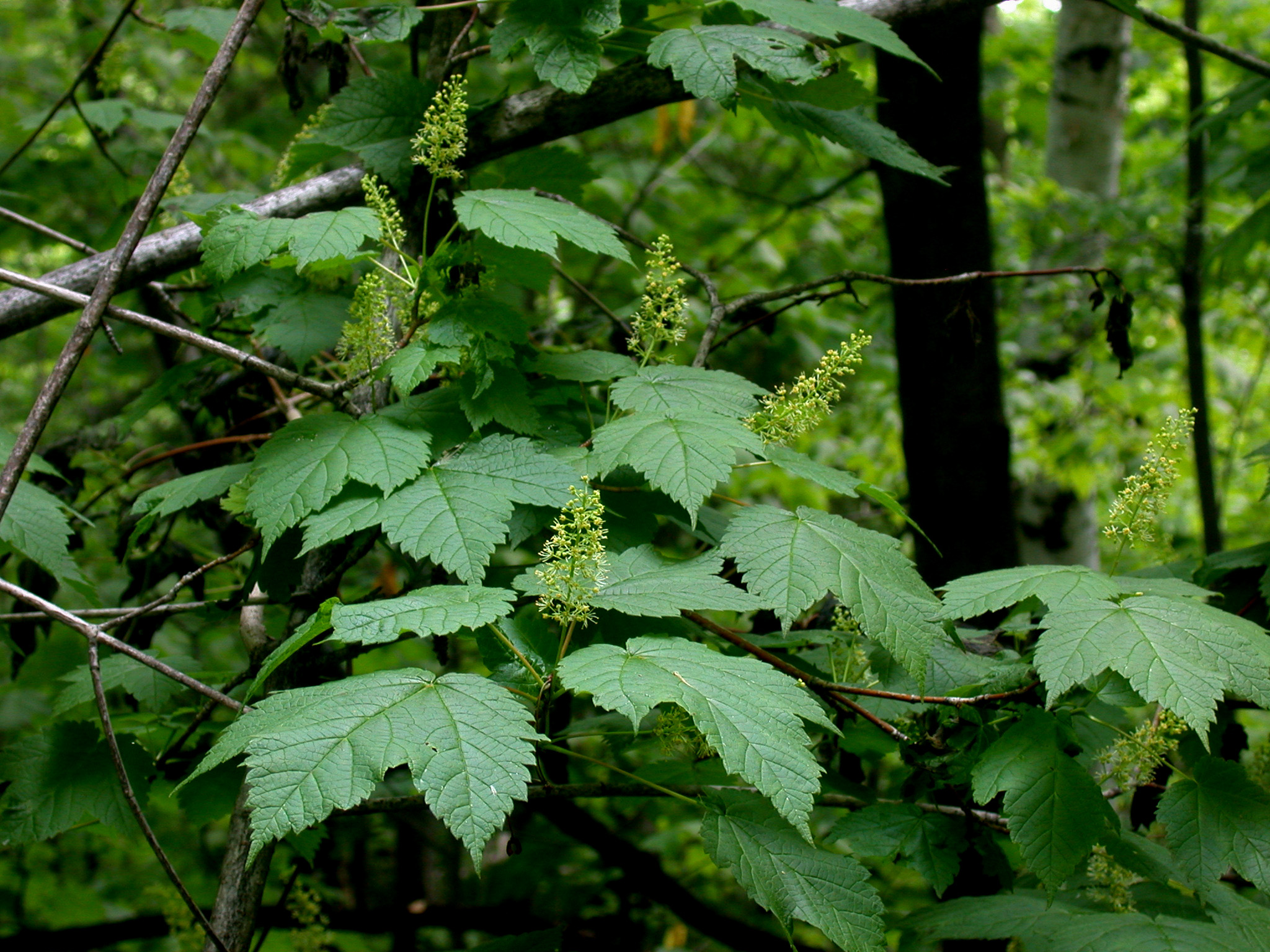
Javor klasnatý

- Javor ocasatý (Acer caudatum) – Himálaj, Čína, Barma
- Javor klasnatý (Acer spicatum) – Appalačské pohoří, Nová Anglie, jihovýchodní Kanada

Sekce Pentaphylla
Cca 16 druhů ve dvou sériích. 
- Javor pětilistý (Acer pentaphyllum) – Čína; pětičetné dělené listy
- Javor Bürgerův (Acer buergerianum) – Čína

Sekce Trifoliata

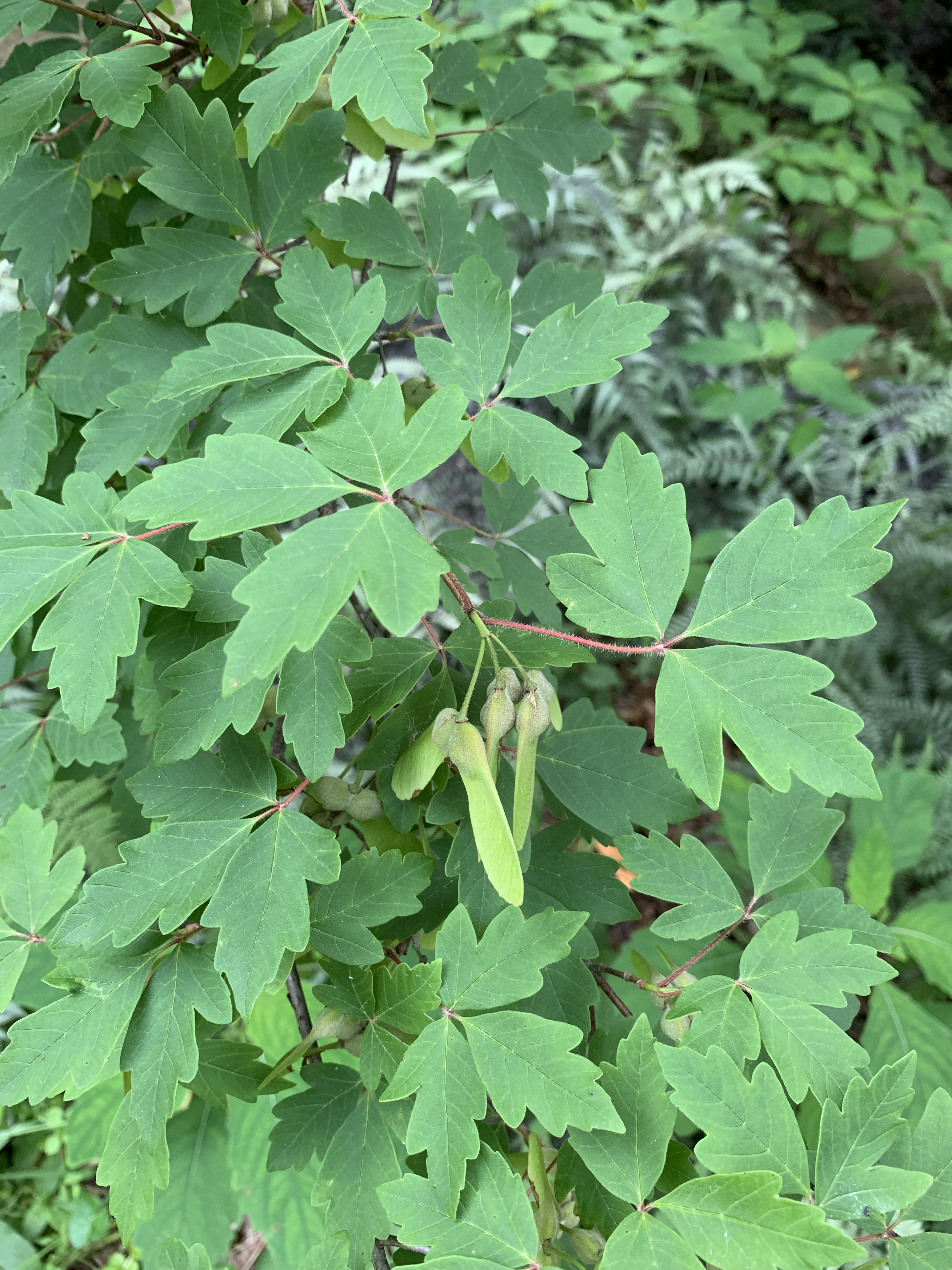
Javor tříkvětý (Acer triflorum)

Asi 5 druhů v Číně a východní Asii. Listy trojdílné, pupeny až s 15 páry šupin, květy 5–6četné.
- Javor mandžuský (Acer mandshuricum) – Čína
- Javor sečuánský (Acer sutchuenense) – Čína
- Javor šedý (Acer griseum) – Čína
  - Javor nikoský (Acer griseum var. nikoense) – Japonsko, střední Čína
- Javor tříkvětý (Acer triflorum) – Čína, Korea

Sekce Wardiana (*)
- Javor Wardův  (Acer wardii) – Indie, Myanmar, Čína, Tibet

### Kříženci
Hybridní druhy javorů jsou časté především v kultuře, ve volné přírodě se s nimi setkáme méně často.
- Javor Bornmüllerův (Acer ×bornmuelleri, kříženec A. campestre × A. monspessulanum)
- Javor Freemanův (Acer ×freemanii, kříženec A. rubrum × A. saccharinum)
- Javor kožovitý (Acer ×coriaceum, kříženec A. monspessulanum × A. pseudoplatanus)
- Acer ×conspicuum (kříženec A. davidii × A. pensylvanicum)
- Acer ×hillieri (kříženec Acer miyabei × Acer cappadocicum 'Aureum')
- Acer ×zoeschense (kříženec A. campestre × A. cappadocicum)

## Využití

### Okrasné pěstování

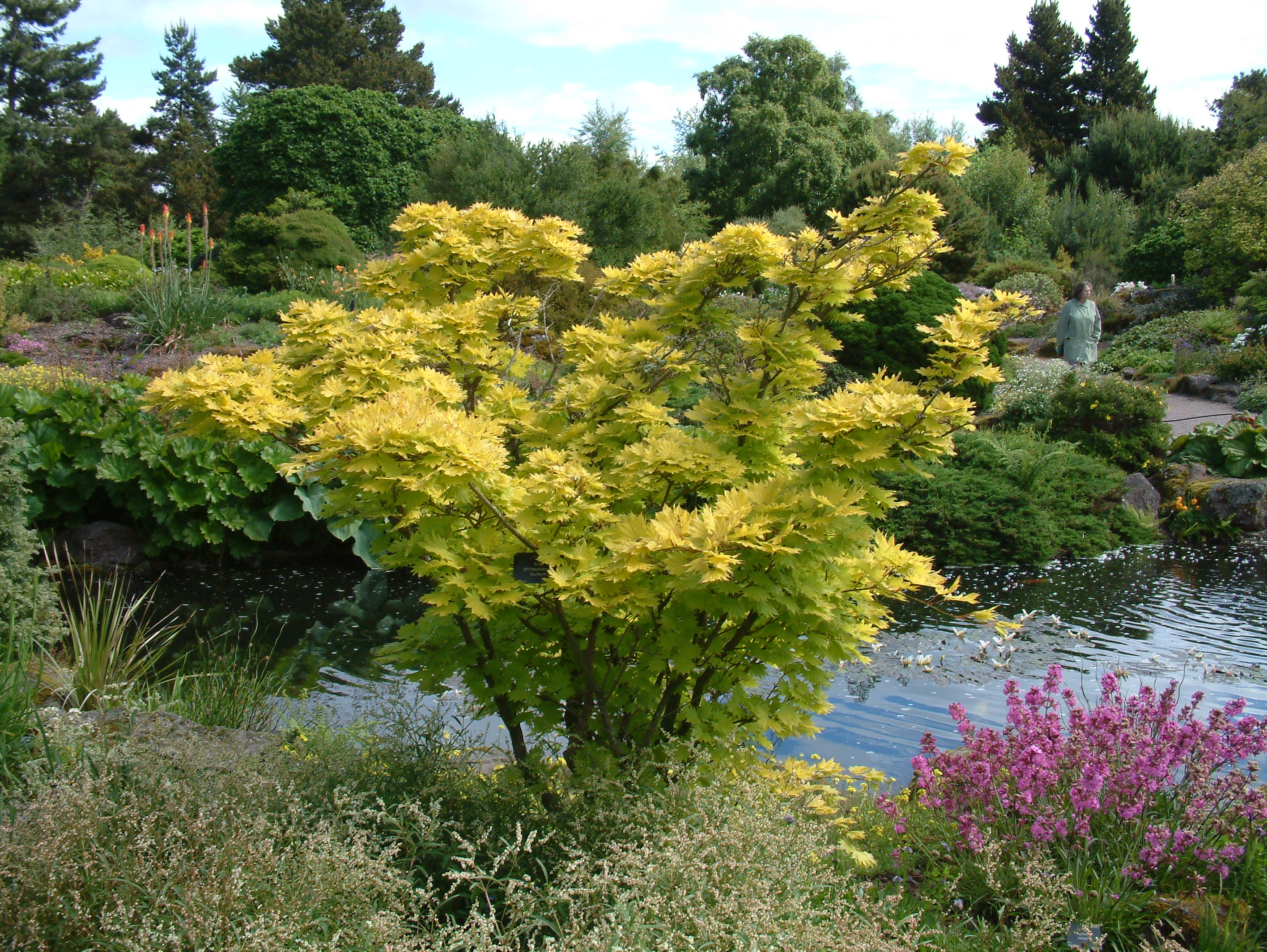
Zlatý kultivar javoru Shirasawova (Acer shirasawanum 'Aureum') v zahradní kompozici

Javory patří k nejčastěji pěstovaným okrasným dřevinám mírného pásma. Dekorativní je především jejich zajímavě tvarované olistění, které na podzim může nabývat nápadných zlatožlutých, oranžových, jasně červených až temně purpurových barev; u některých druhů upoutá pozornost též časné jarní kvetení, malebně pruhovaná kůra (javor pensylvánský, javor Davidův), odlupující se borka (šupinovitě u javoru klenu, papírovitě u javoru šedého) nebo barevné letorosty. Svými kořeny javory dobře zpevňují svažitý terén. Jsou využitelné do skupinových a kulisových výsadeb, alejí i velkých krajinářských úprav, mnohé jsou pro svůj habitus atraktivními parkovými solitérami, přičemž dobře snášejí i zakouřené městské prostředí. Málo vzrůstné japonské javory jsou oproti tomu efektními rostlinami na skalkách, květinových zídkách, v předzahrádkách, podél zahradních cestiček, u vodních prvků a podobně; lze je pěstovat též v nádobách jako přenosnou zeleň. Vyšlechtěno bylo nesčetné množství kultivarů a kříženců lišících se vzrůstem (například globózní formy s kulovitou korunou, sloupcovité kultivary vhodné do uličních stromořadí nebo naopak kultivary převislé, „smuteční“) i tvarem a barvou olistění (např. červenolisté, žlutobíle variegované, různé stříhanolisté formy apod.). Jen samotný javor dlanitolistý (Acer palmatum) má více než 1000 známých kultivarů, většina z nichž byla vyšlechtěna v Japonsku a hrají svým pestrobarevným olistěním významnou úlohu v kompozici japonských zahrad. Množství kultivarů má i evropský javor mléč a javor klen.
Javory jsou též častou volbou pro tvorbu bonsají. Oblíbené jsou opět javor dlanitolistý (Acer palmatum), javor Bürgerův (A. buergerianum), javor amurský (A. ginnala), javor polní (A. campestre) či javor francouzský (A. monspessulanum), které dobře reagují na techniky redukce listů a větvení; lze ale použít většinu druhů.

### Dřevo

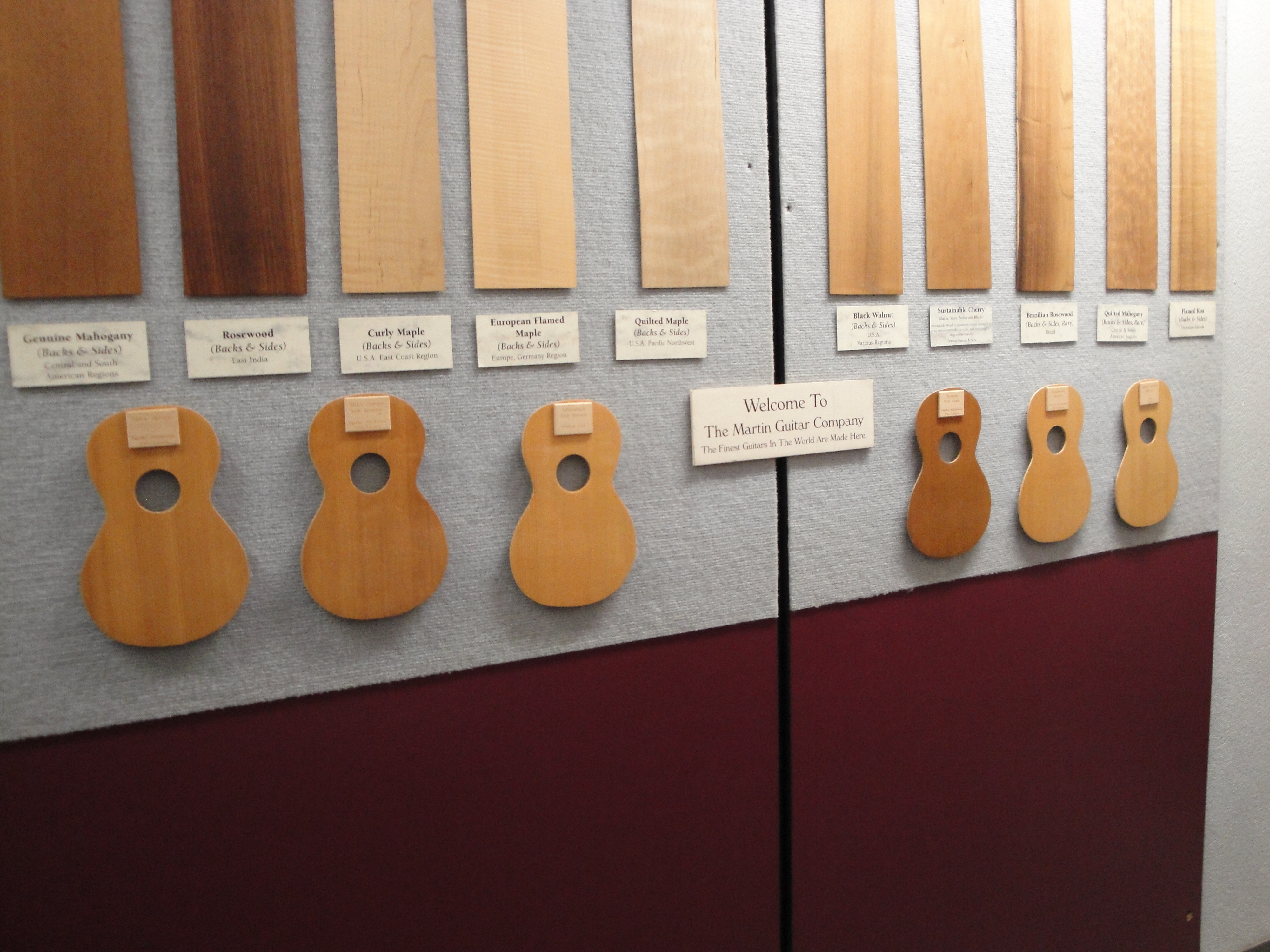
Vzorníky akustického javorového dřeva v továrně C. F. Martin (uprostřed)

Javorové dřevo se běžně využívá v papírenském a dřevařském průmyslu a truhlářství, především k výrobě nábytku a dřevěných podlah a také pro dýhy a intarzie. Těží se hlavně vzrůstné stromové javory, v Evropě javor klen či mléč, v Americe javor cukrový, červený, jasanolistý nebo pensylvánský, méně vzrůstné druhy mají podřadnější význam. Většina javorového řeziva má velmi světlou, žlutavě bílou barvu, někdy s jemně nazelenalými odstíny; jádro a běl nejsou barevně odlišeny, někdy se uvnitř vyskytuje tmavší nepravé jádro. Dřevo je středně těžké, pružné, houževnaté a tvrdé; například javor babyka patří k nejtvrdším evropským dřevům. Pevnost v ohybu je dobrá. Není příliš odolné vůči povětrnostním vlivům a hmyzu, ale lze je dobře opracovávat i soustružit, snadno se leští, moří, barví a lakuje. Vzhledem k absenci výraznější vůně je vhodné pro výrobu kuchyňských předmětů. Osmané z javorového dřeva vyráběli luky.
Typický je pro javor výskyt mnoha dekorativních vzorů u zrnitosti dřeva a kresby letokruhů (vlnitý, očkový javor...), dané nerovným vzrůstem či napadením houbovými chorobami; tyto kusy jsou vysoce ceněny v dekorativním truhlářství a řezbářství. Nezastupitelnou roli má javorové dřevo pro své akustické a vizuální vlastnosti ve výrobě hudebních nástrojů, především smyčcových, strunných (kytary, harfy, housle), ale též dechových či bicích. V Americe se z javorového dřeva tradičně vyrábí bowlingové kuželky, kulečníkové hole, kuchyňská prkénka, řeznické špalky nebo baseballové pálky. Suché dřevo je využíváno k uzení, přes dřevěné uhlí z javoru je tradičně filtrována whisky z Tennessee, což je stanoveno i v její ochranné známce.
Javor se používá jako dřevní hmota pro výrobu buničiny. Vlákna mají poměrně silné stěny, které zabraňují jejich rozpadu při sušení. Díky tomu je papír dobře objemný a neprůhledný. Javor také poskytuje papíru dobré tiskařské vlastnosti, takže může být použit například pro výrobu natíraných, hluboko barvených nebo fotografických papírů.

### Javorový sirup

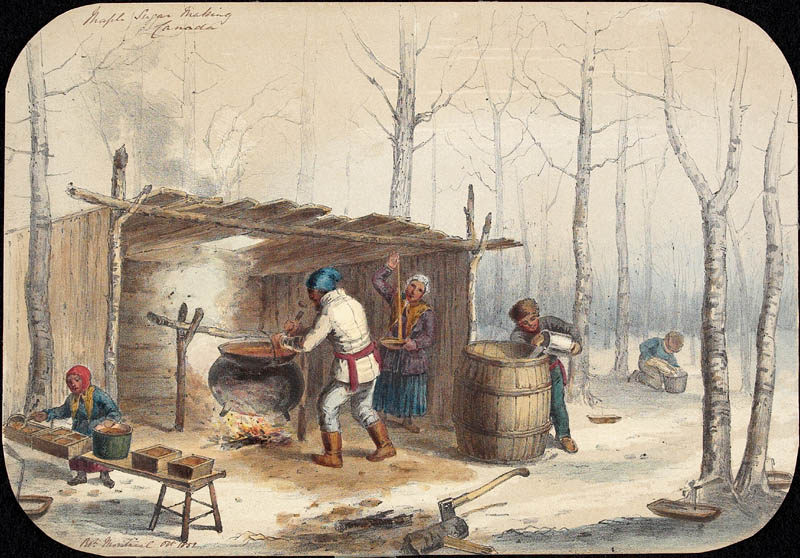
Vaření javorového sirupu v Kanadě na pohlednici z 19. století

Některé druhy javorů patří k cukrodárným rostlinám, z jejichž mízy se vyrábí známý javorový sirup. Pro tyto účely je nejvyužívanější javor cukrový, červený a černý, v menší míře i jiné druhy (stříbrný, jasanolistý či velkolistý). V zimě, kdy mají stromy období vegetačního klidu, se do kmenů vyvrtají díry a v předjaří, když poleví mrazy, sbírá se do věder míza stoupající k větvím a prýštící z ran. Míza je poté zahřívána v kotlích, aby se z ní odpařila voda a zůstal koncentrovaný hustý sirup; při delším zahřívání vznikají produkty jako javorové máslo či javorový cukr. Postup byl objeven severoamerickými Indiány již v předkolumbovských dobách a posléze převzat a zdokonalen evropskými osadníky. Nejvíce javorového sirupu produkuje Kanada (především provincie Québec) a státy Nové Anglie, okrajově je vyráběn také v Koreji a Japonsku. Má řadu příznivých účinků na lidský organismus vzhledem k obsahu vlákniny, vitamínů a minerálů, funguje jako antioxidant a pomáhá k rovnováze střevní mikroflóry.

## Kulturní souvislosti

Javorový list na znaku kanadských ozbrojených sil

Javor se svým ohnivým podzimním zbarvením je již od počátku 19. století kanadským národním stromem. Stylizovaný list červeného severoamerického javoru se nachází na kanadské vlajce, kde symbolizuje kanadskou přírodu a domorodé obyvatelstvo v zemi mezi dvěma oceány, jež představují červené pruhy. Proto se někdy sportovním reprezentantům této země hovorově říká „Javorové listy“ (např. při zápasech v ledním hokeji). Vyskytuje se také ve znaku kanadských provincií Québec a Ontario. Ve Spojených státech amerických je javor cukrový oficiálním stromem států Vermont, Wisconsin, New York a Západní Virginie, javor červený pak státním stromem Rhode Islandu. Javor je také symbolickou rostlinou měst Helsinky nebo Hirošima. Okřídlené javorové nažky v heraldice představují symbol života, coby mluvící znamení se javor objevuje např. ve znaku řady obcí pojmenovaných Javorník.
U původních národů Severní Ameriky se javor objevuje v řadě mýtů a legend, spjatých především s objevem přípravy javorového sirupu. U jižních Slovanů byly javory spojeny s kultem předků a pohřebními rituály a z javorového dřeva se tradičně vyráběly rakve. V protikladu ke stálezelené jedli coby stromu života byl opadavý javor v balkánském prostoru viděn jako strom smrti; tento motiv se objevuje v řadě lidových příběhů a epických písní, přednášených při hře na gusle vyráběné převážně právě z javorového dřeva.
V Japonsku má dlouhou tradici sahající snad až do 7. století obdivování pestře zbarveného javorového listí, známé jako momidžigari. Jde o jakousi podzimní obdobu jarního svátku sakur, kdy je postupné zbarvování listí od severu Japonska k jihu široce sledováno sdělovacími prostředky a listnaté háje, stromořadí a parky jsou cílem masových procházek a výletů.

## Galerie

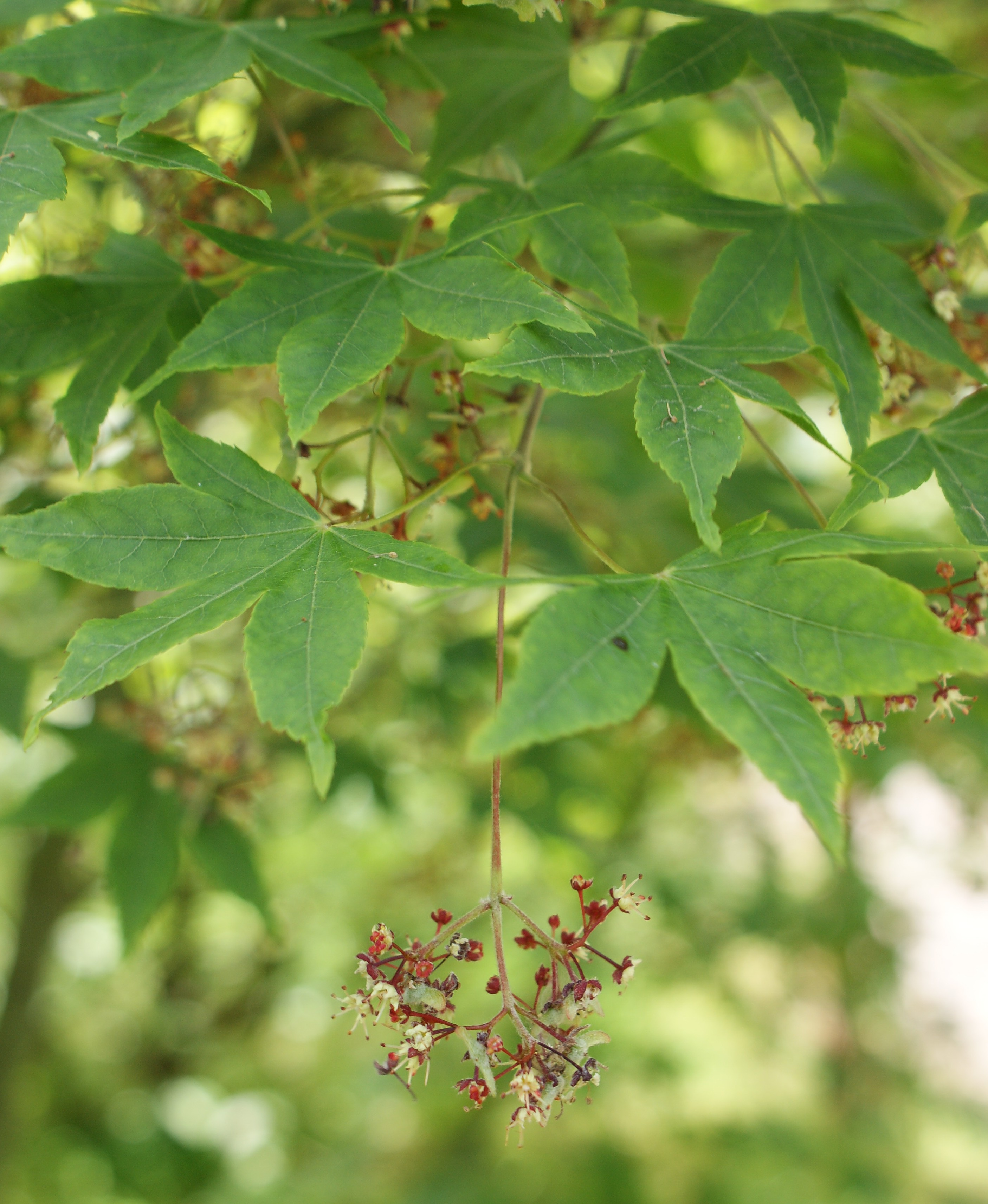
Kvetoucí asijský javor pýřitolistý (Acer pubipalmatum)
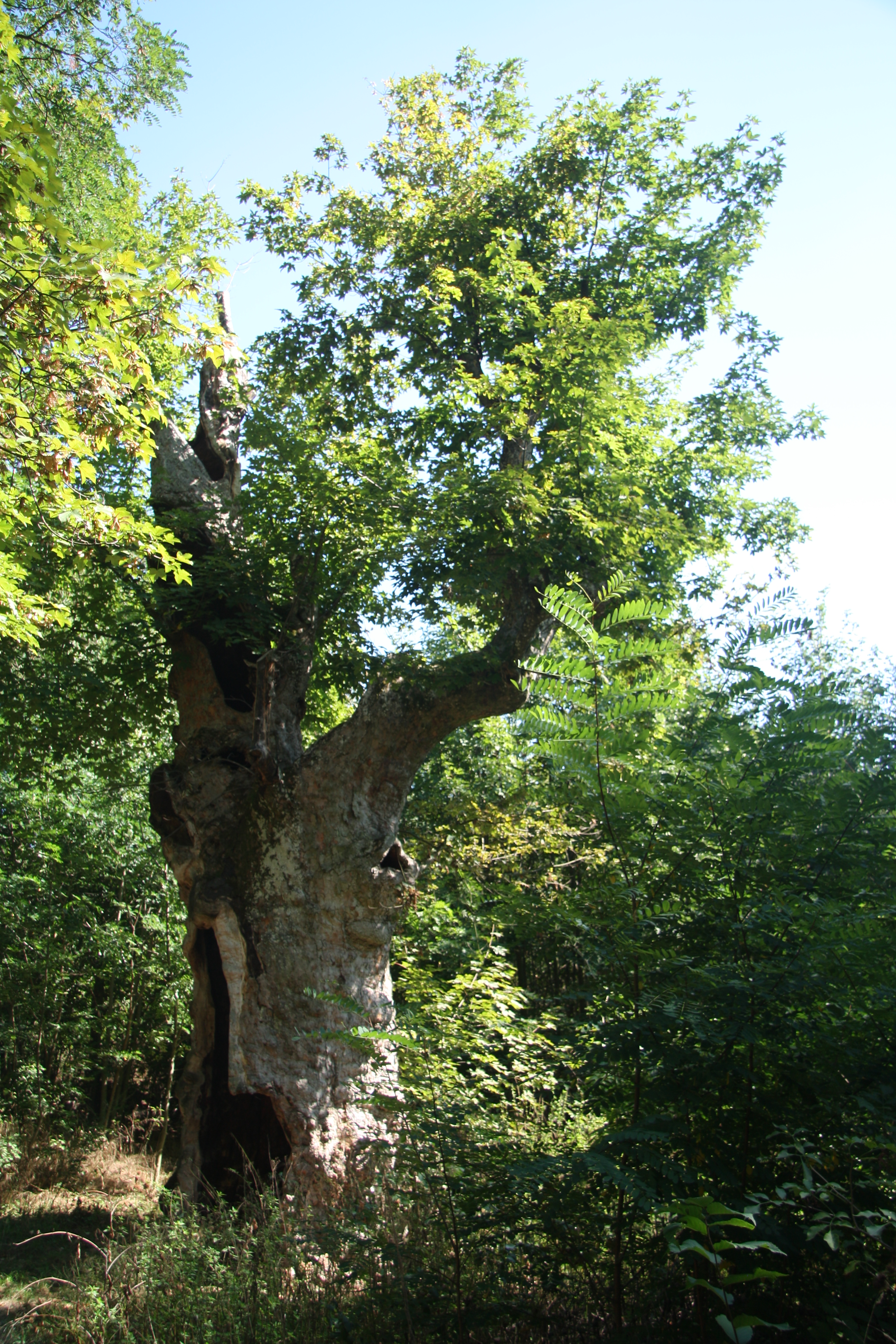
Památný javor klen v Horních Vilémovicích u Třebíče, starý více než 600 let
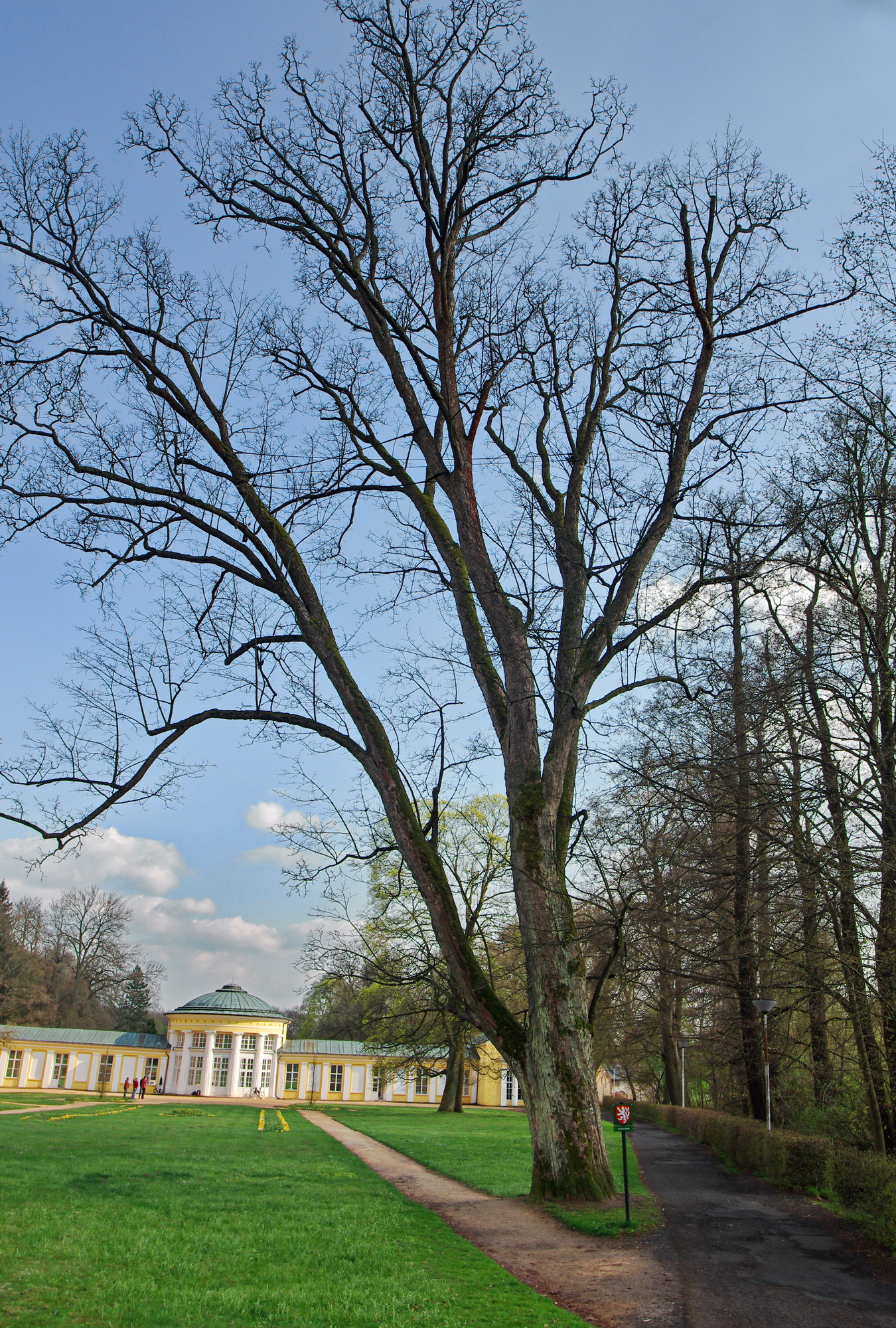
Javor u Ferdinandova pramene v Mariánských Lázních
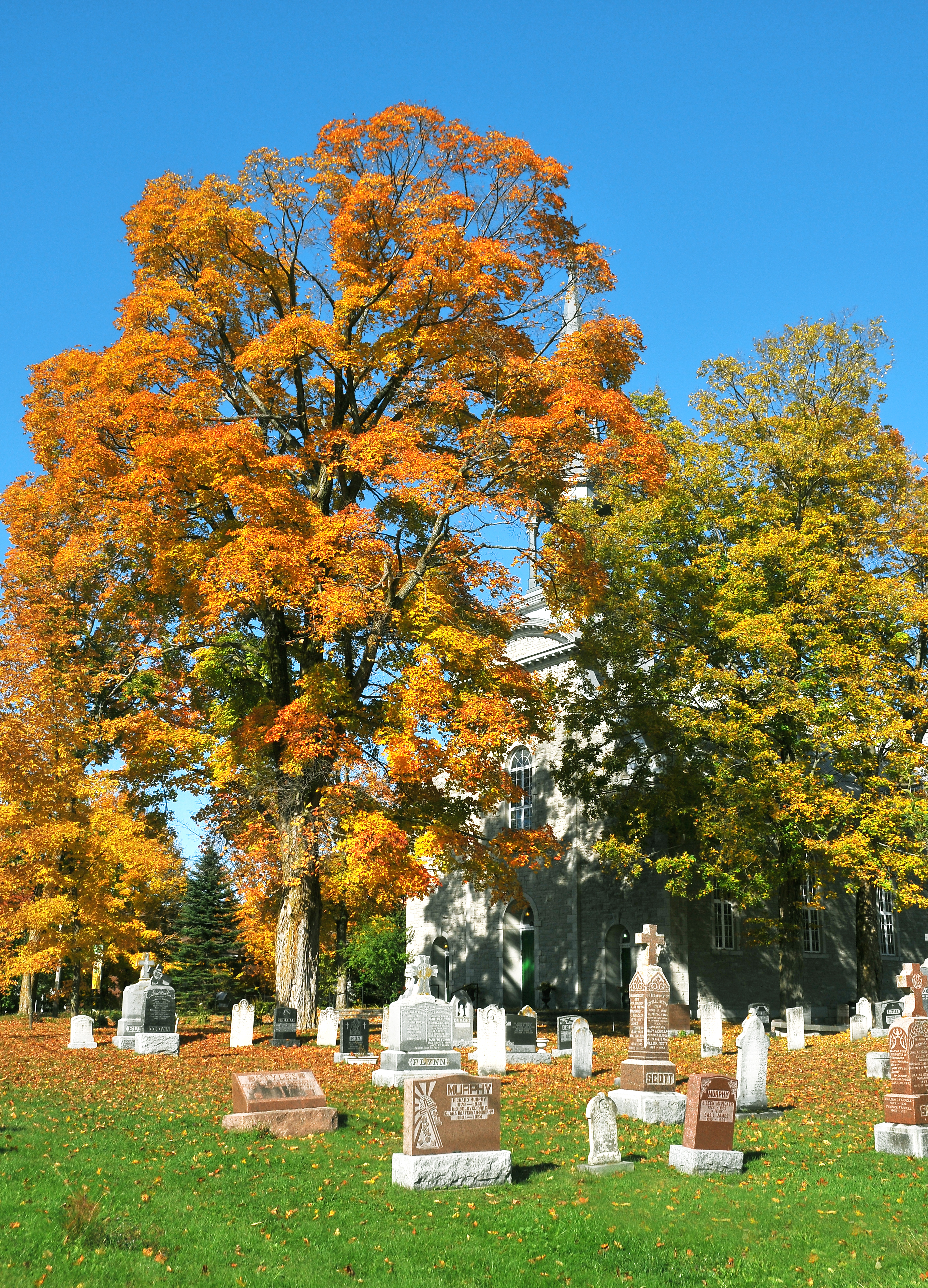
Podzimní výjev z kanadského Quebecu
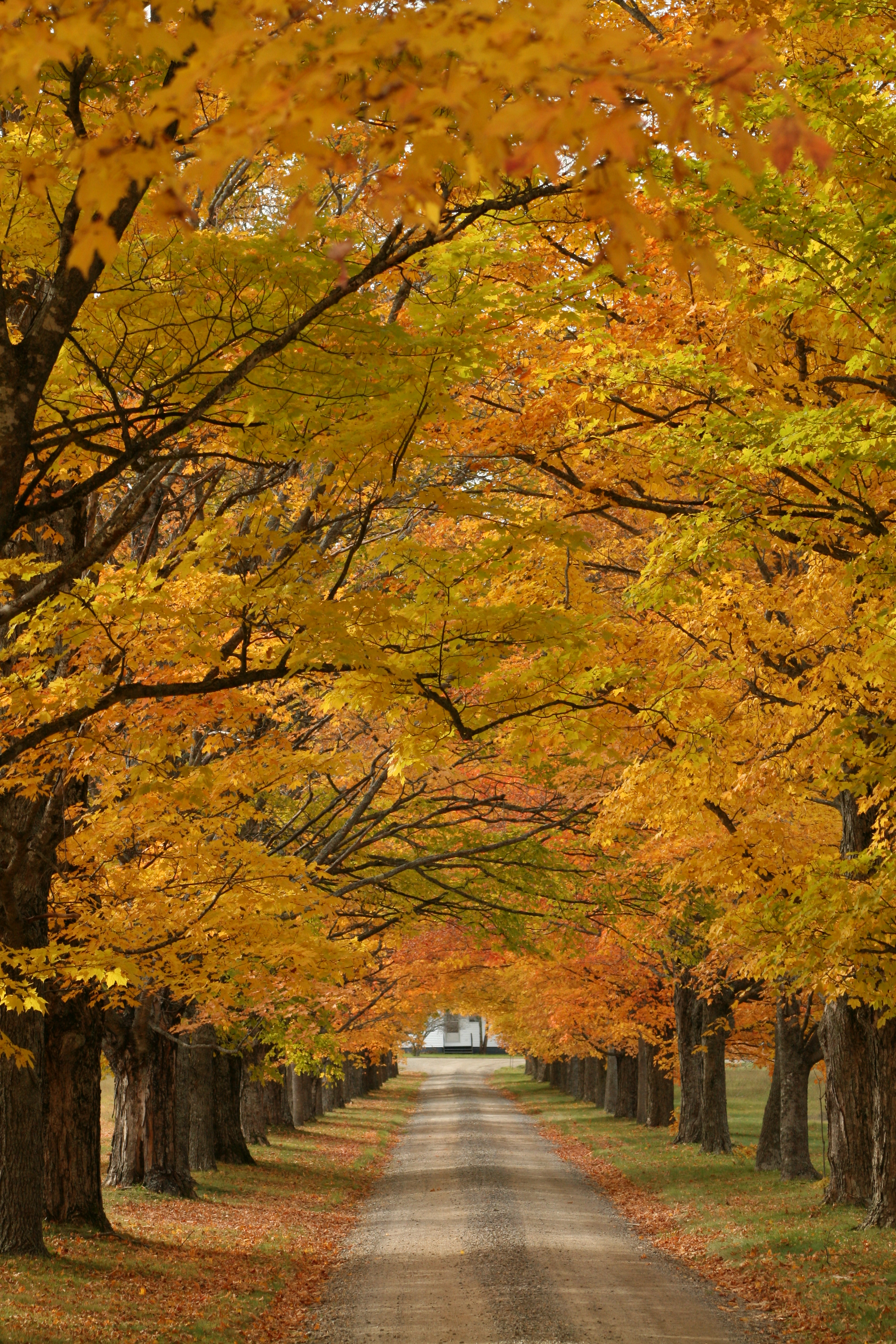
Javorová alej v Kings County v Kanadě
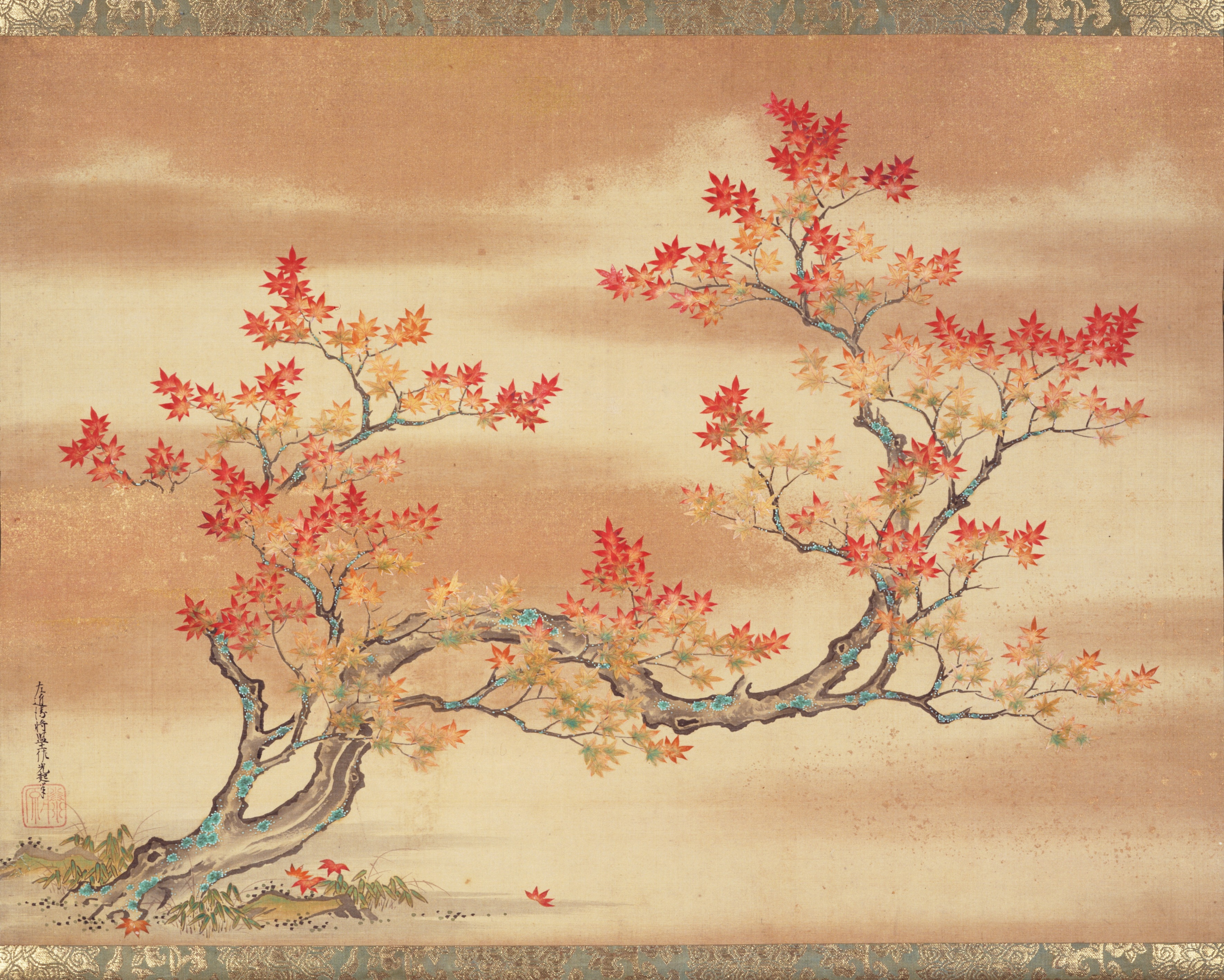
Podzimní javor na japonské malbě ze 17. století
Kano Hideyori: Pozorování javorů (japonská malba ze 16. století)
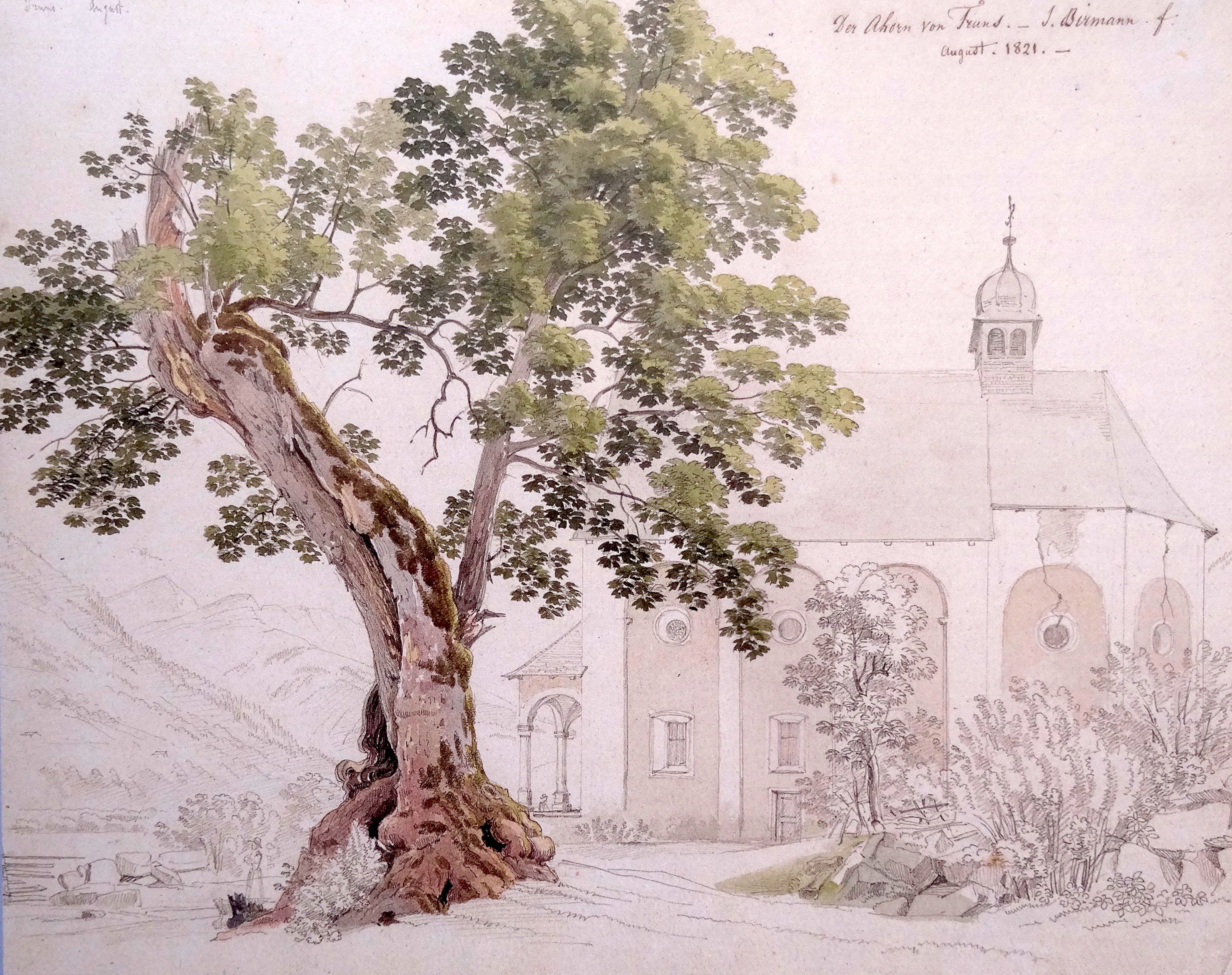
Javor u kaple ve švýcarském Trunu, kresba z 19. století
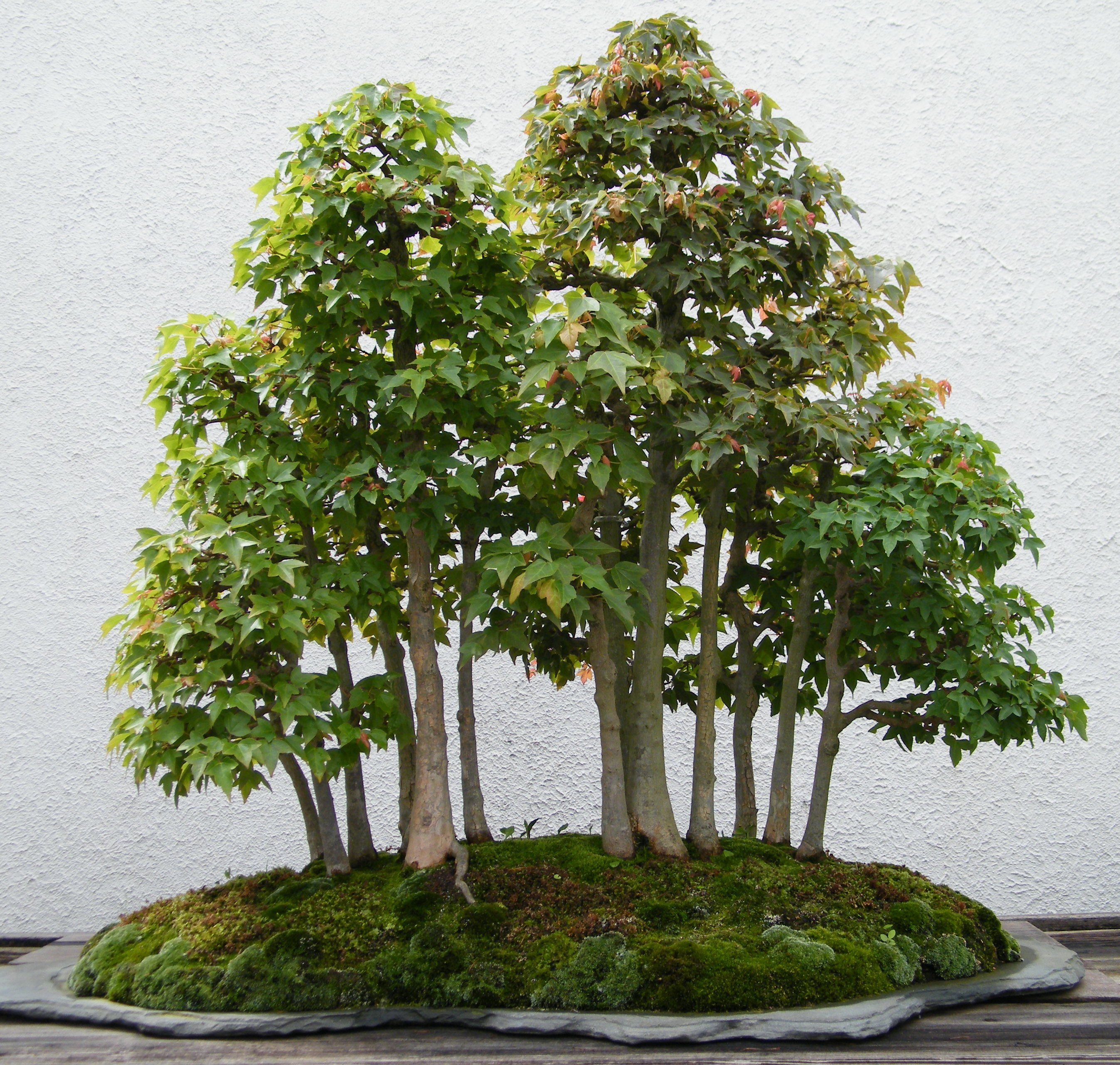
Javor Bürgerův jako bonsaj
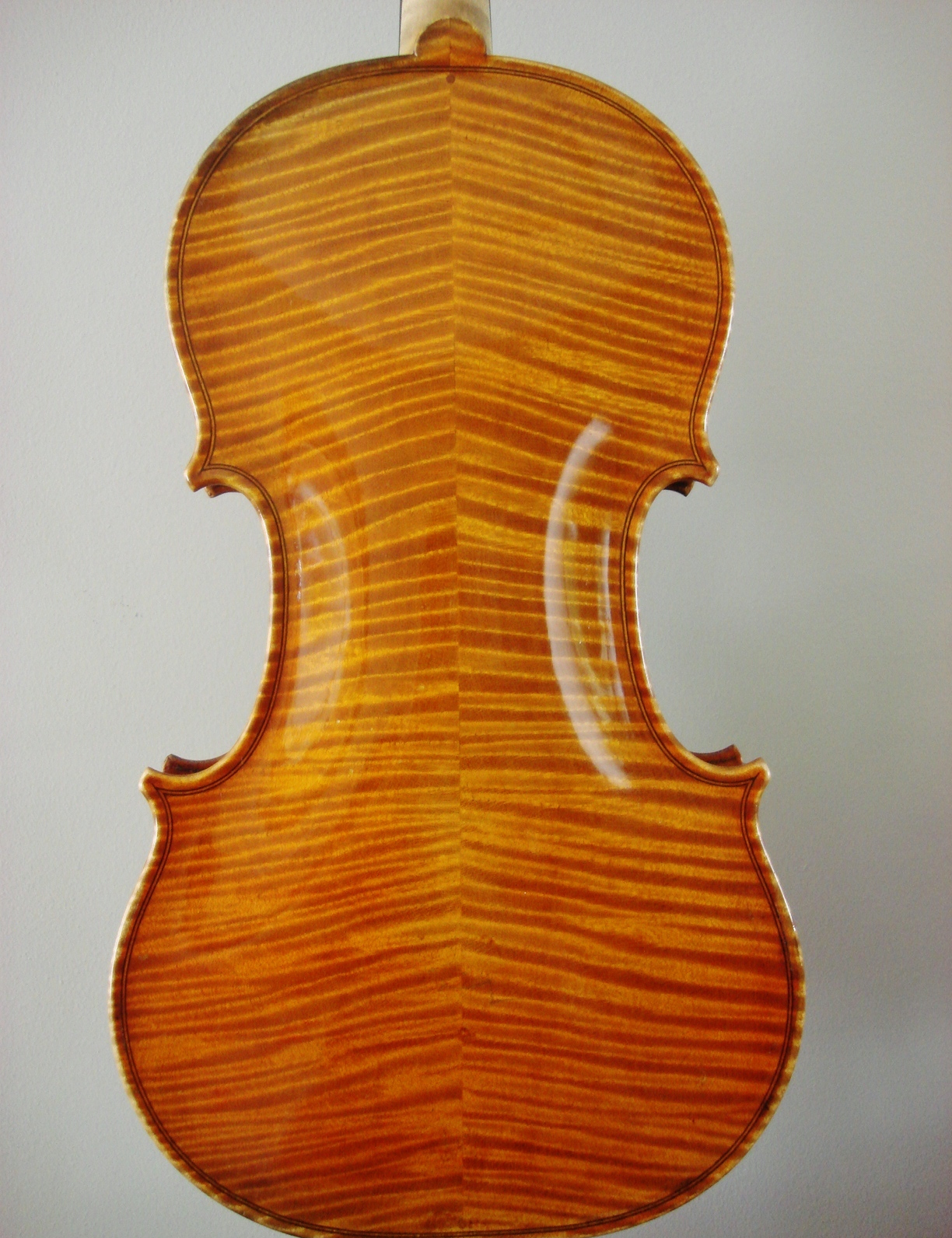
Zadní deska houslí z dekorativního javorového dřeva
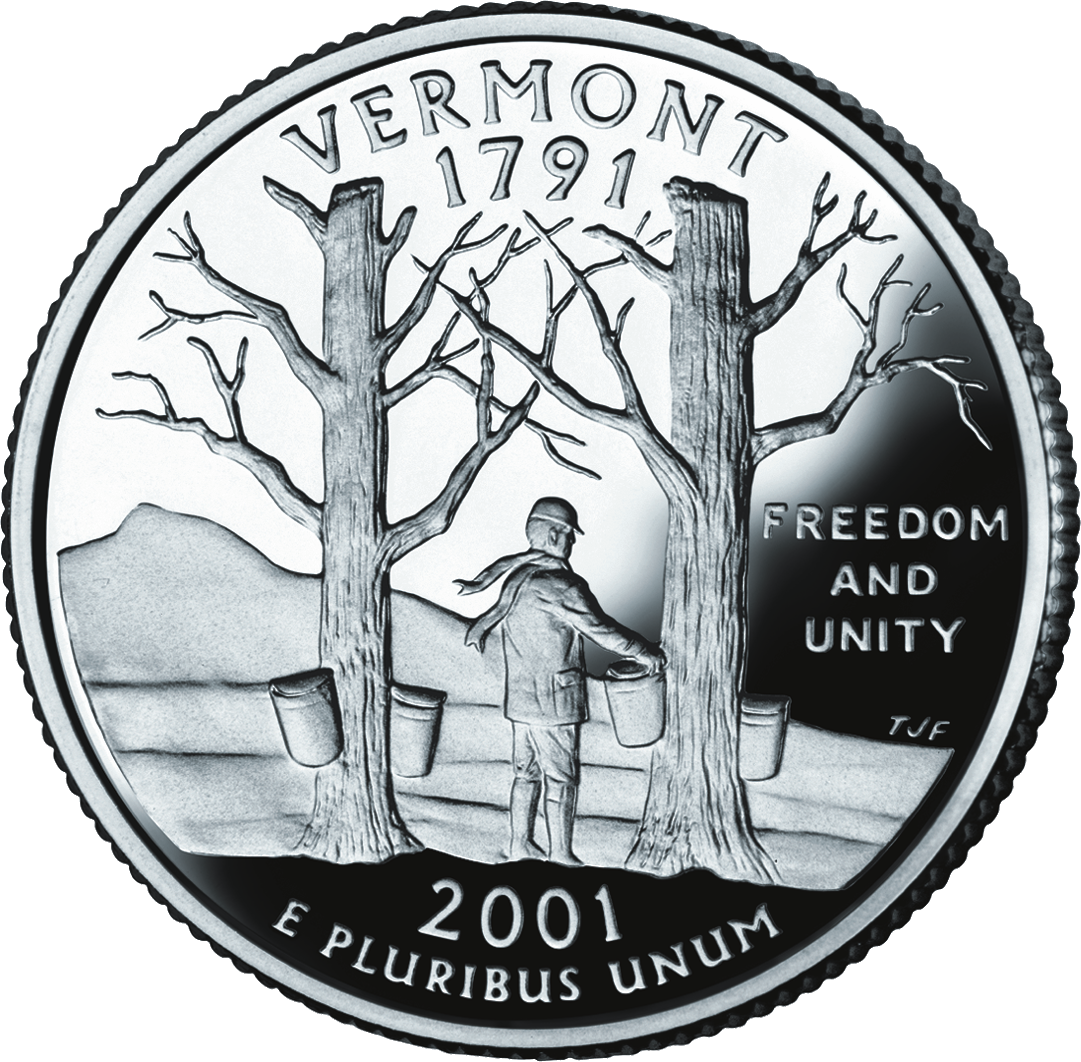
Cukrový javor na minci státu Vermont ze série 50 states quarters
Znak obce Javorník (okres Svitavy)
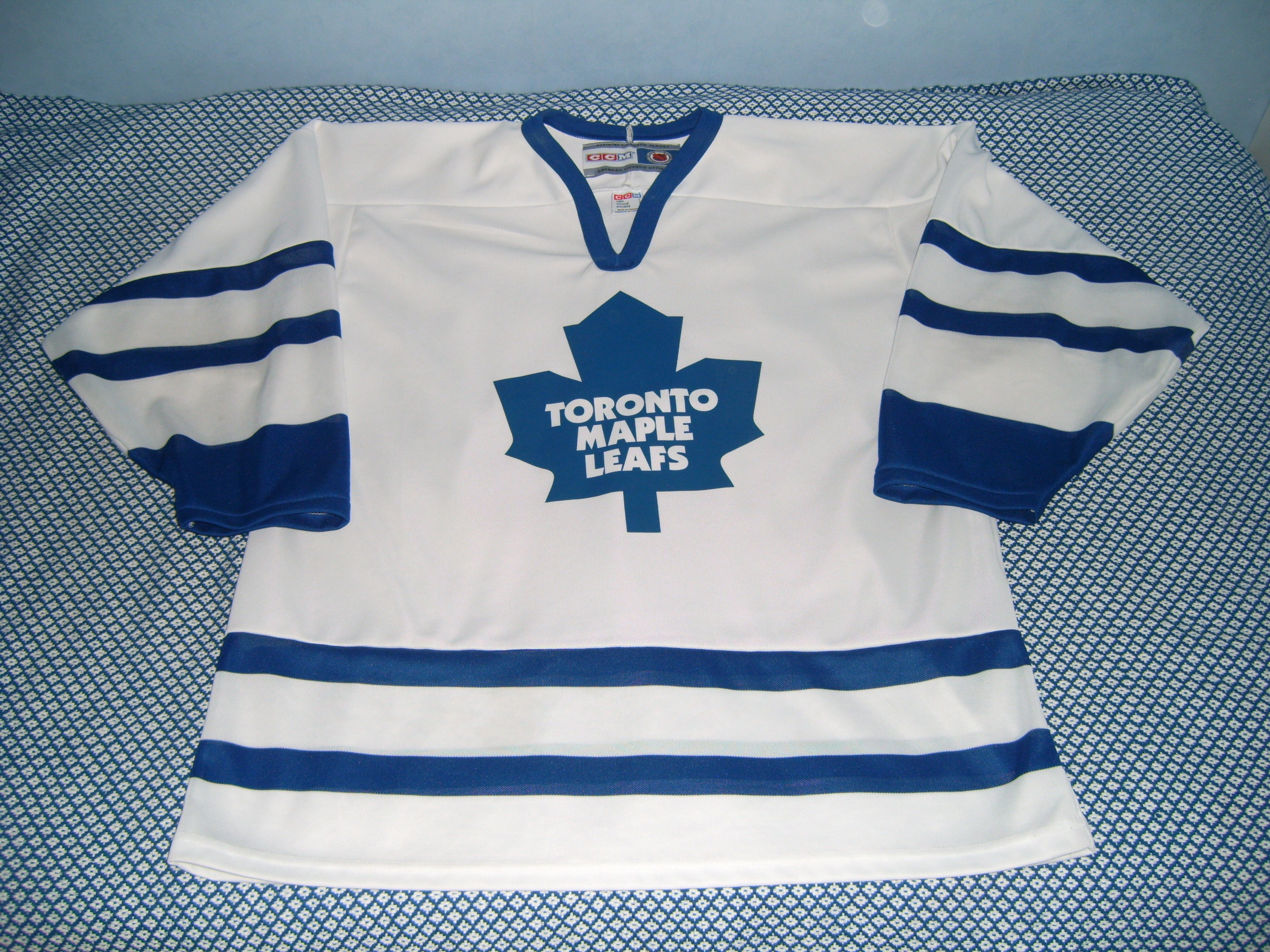
Dres kanadského hokejového týmu Toronto Maple Leafs